# Renouée du Japon
Reynoutria japonica, Fallopia japonica
Espèce
Classification phylogénétique
Taxons de rang inférieur
- Voir le texte

La Renouée du Japon ou Renouée à feuilles pointues (Reynoutria japonica ou Fallopia japonica suivant les sources) est une espèce de plantes à fleurs de la famille des Polygonaceae, originaire d’Asie orientale et naturalisée en Europe ainsi qu'au Canada et aux États-Unis dans une grande diversité de milieux. Il existe un usage local du terme de « Renouée du Japon » au sens large pour désigner les espèces « Renouée du Japon » et « Renouée de Sakhaline », et leur hybride  R. ×bohemica. Mais au sens strict, ce sont deux espèces distinctes. Elle est considérée comme étant une plante envahissante, et perturbe les écosystèmes.
Au Royaume-Uni, toute personne qui vend une propriété doit déclarer sur un formulaire la présence ou l'absence de l'espèce. Toute réponse mensongère peut avoir des conséquences juridiques, de même que le fait de laisser l'espèce se propager aux propriétés voisines sans traitement.

## Taxonomie et systématique
Le nom actuellement accepté en France est Reynoutria japonica Houtt., 1777,,.

### Synonymes
- Fallopia japonica (Houtt.) Ronse Decr. 1988[5],[6],[7],[8]
- Polygonum cuspidatum Siebold & Zucc.
C'est le terme généralement employé par les biologistes et chimistes (surtout s'ils sont asiatiques)
- Polygonum zuccarinii Small
- Pleuropterus cuspidatus (Siebold & Zucc.) H.Gross
- Pleuropterus zuccarinii (Small) Small

### Étymologie
Le nom de Renouée fait référence à l'aspect de la tige aux nœuds très renflés.

### Un complexe d'espèces
La renouée du Japon dans son acceptation historique correspond à un complexe de trois espèces différentes : la renouée du Japon à proprement dite, Reynoutria japonica, qui n'est qu'un clone femelle stérile parfois fécondé par la renouée de Sakhaline, Reynoutria sachalinensis, en donnant l’hybride renouée de Bohème, Reynoutria × bohemica,. L’ensemble du complexe est désigné par les expressions « renouées asiatiques » et « renouées du groupe japonica ».

## Description et cycle de développement

### Appareil végétatif
Cette grande plante herbacée vivace a des tiges creuses érigées, rougeâtres, semblables à des cannes de bambou, de 1 à 4 m de haut. Sa croissance peut être de 1 à 8 cm par jour, elle peut donc atteindre sa hauteur maximale de 4 m en 2 mois au printemps. Les tiges sont issues d'un rhizome qui peut atteindre 30 cm de diamètre. Les feuilles ovales ou triangulaires, sont alternes et forment des zigzags caractéristiques.
R. japonica est une plante géophyte à rhizome/hémicryptophyte érigée. Les tiges aériennes meurent l’hiver et seuls persistent des bourgeons souterrains et/ou au ras du sol. Au printemps (mars-avril), les bourgeons proches de la surface du sol se développent ; des jeunes tiges deviennent alors visibles et croissent très rapidement en hauteur (4–5 cm par jour). Une fois leur hauteur maximale atteinte, les tiges se ramifient. La formation des feuilles continue jusqu'à la fin de l’été et la floraison intervient tardivement, en septembre - octobre. Quelques semaines plus tard (début novembre), les feuilles tombent massivement et les tiges aériennes meurent peu après.

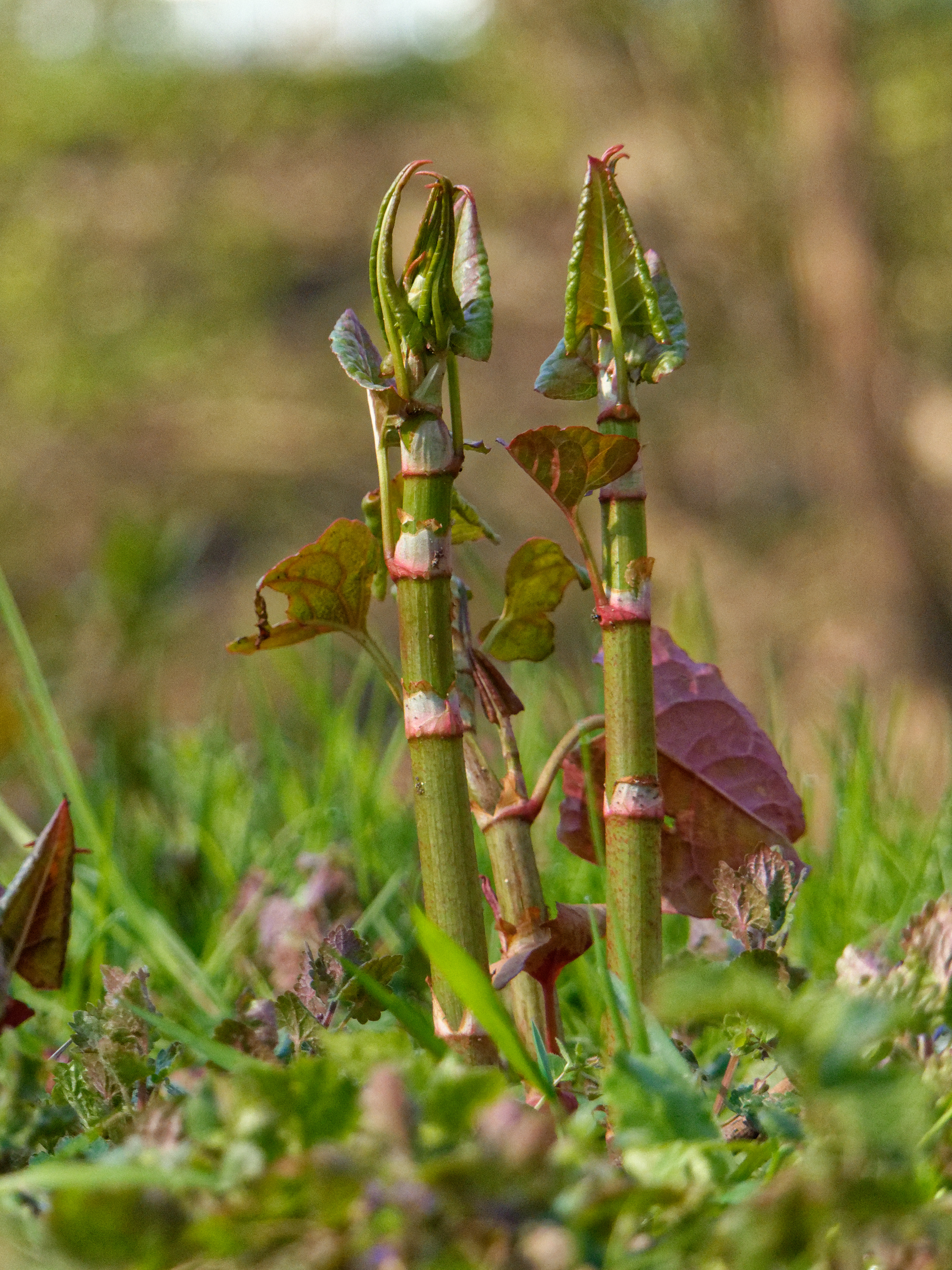
Jeune pousse encore tendre.
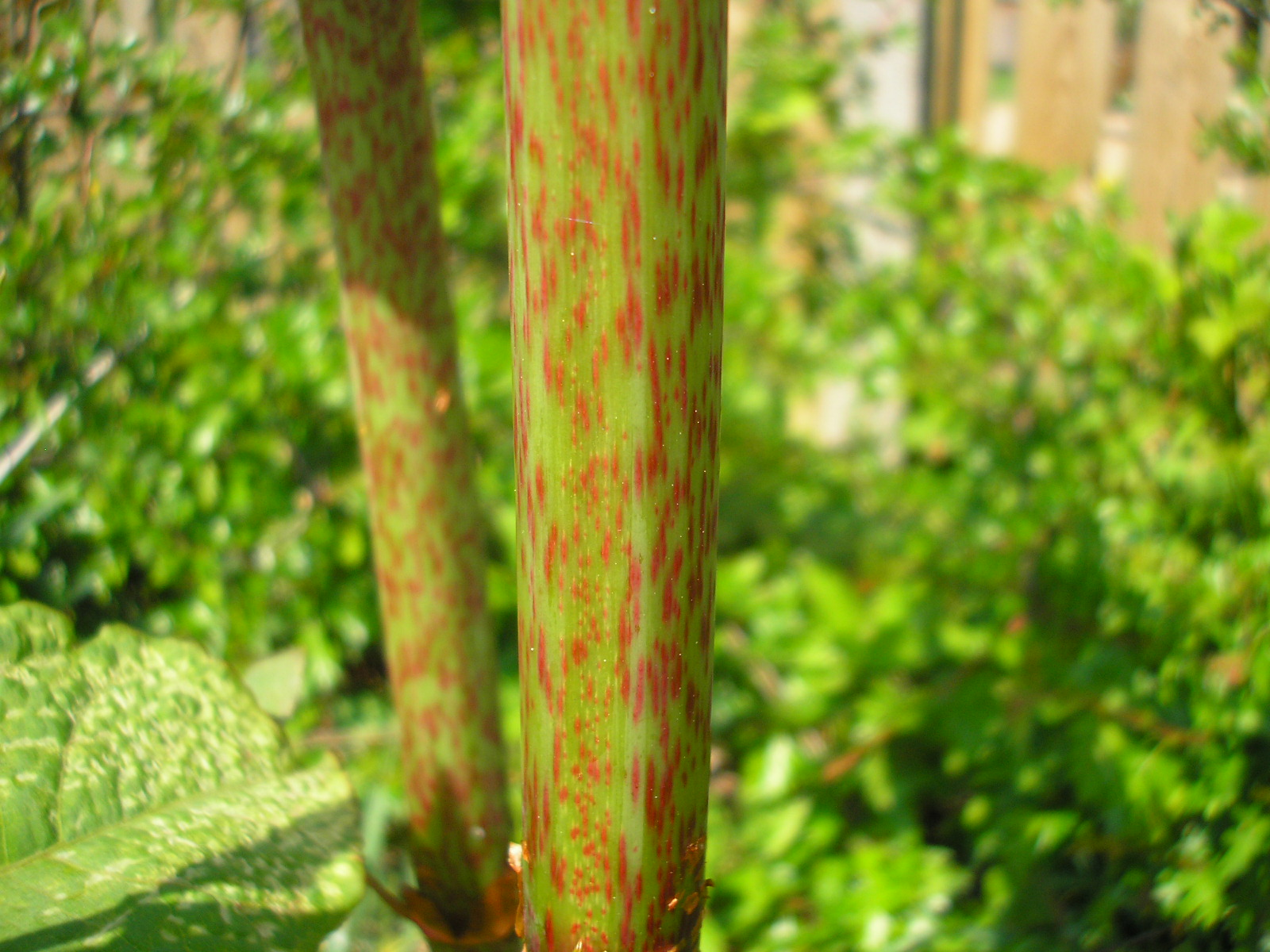
Tige.
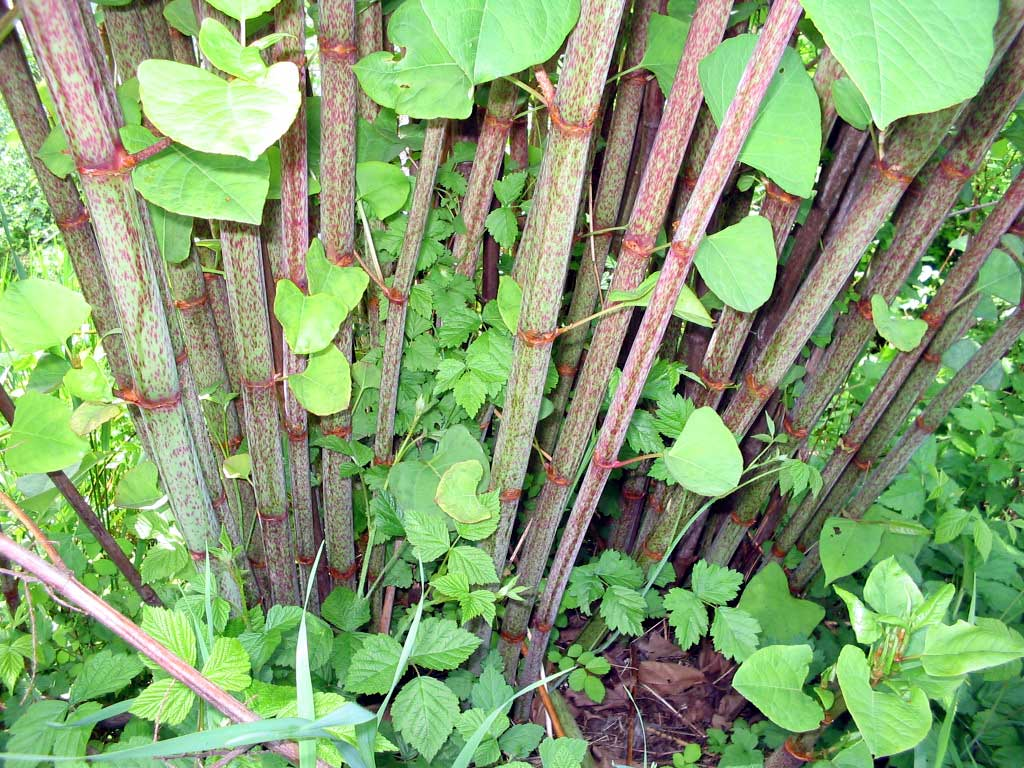
Tiges feuillées.
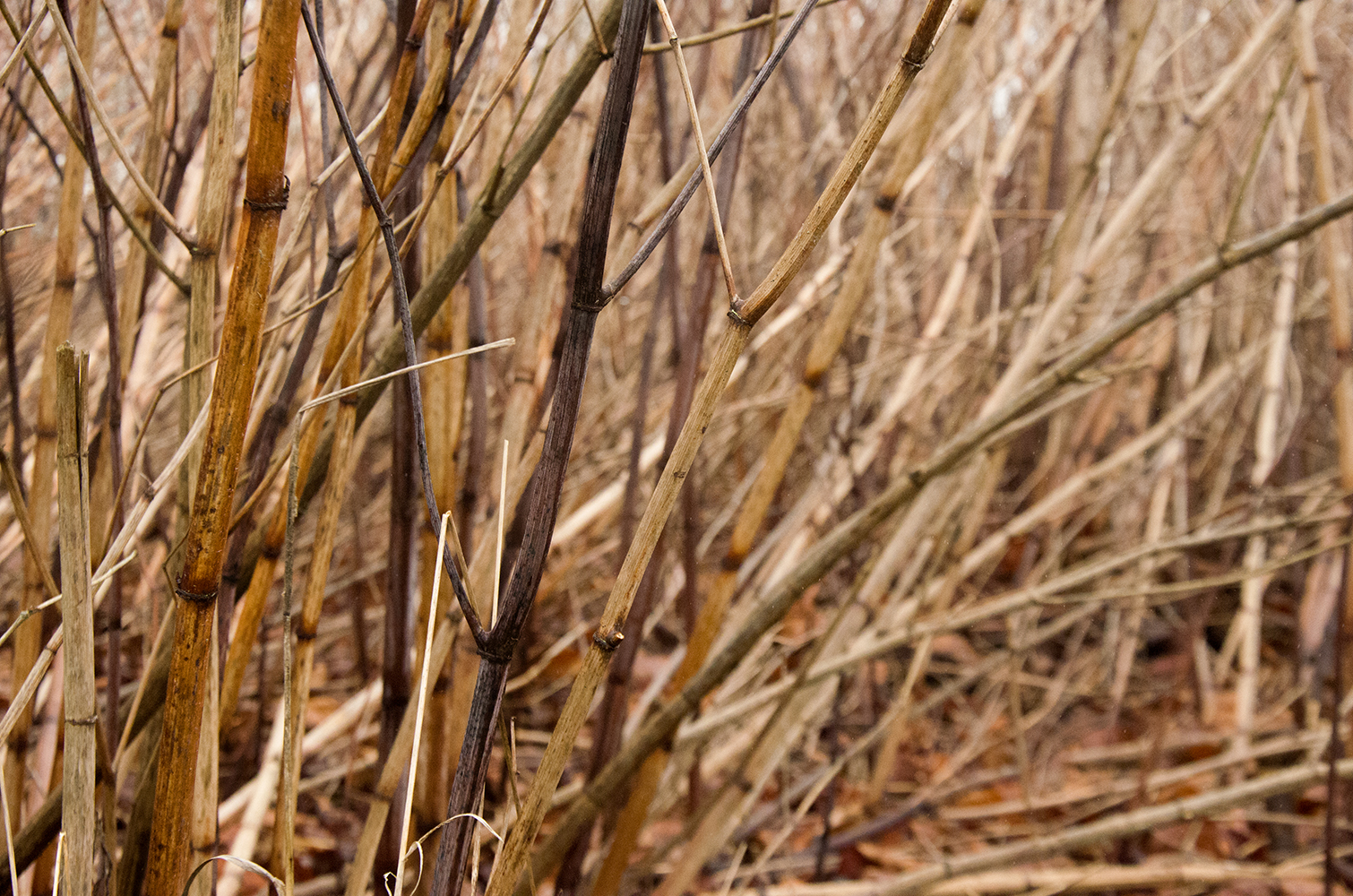
Tiges de Renouée du Japon en hiver.
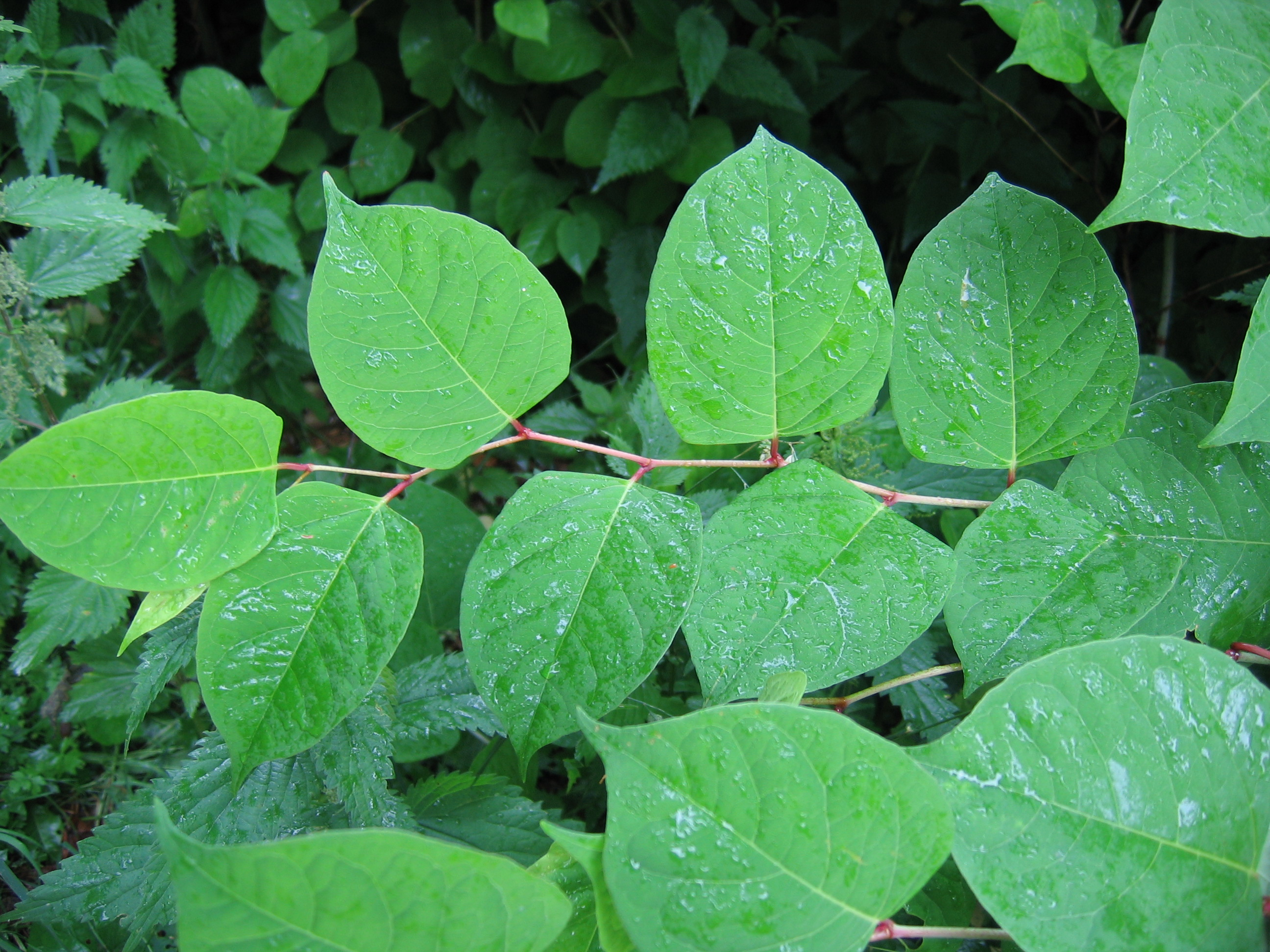
Rameau feuillu.

### Appareil reproducteur
Les petites fleurs blanches sont disposées en panicules à l'aisselle des feuilles (au niveau de l'ochréa). Elles comportent 5 tépales persistants, 8 étamines et 3 styles. Le fruit est un akène de 2–4 mm de long. Pollinisées par les insectes, les fleurs fournissent une source intéressante de nectar à une époque de l’année où les fleurs se font très rares. En France, les graines sont peu fertiles et la dispersion de la plante par les graines est donc peu efficace. La reproduction se fait surtout par multiplication végétative par l’intermédiaire de longs rhizomes, de fragments de rhizomes dispersés (un fragment de 10 grammes de rhizome suffit à régénérer la plante) ou de boutures de tiges.
La plante est considérée par Beerling et collaborateurs comme gynodioïque : elle comporte des individus mâles-stériles et des individus hermaphrodites. Aucun individu mâle-fertile n'est connu en Grande-Bretagne pour la var. japonica.
Pour Lambinon et collaborateurs, les fleurs de cette renouée (observées en Belgique et nord de la France) « en apparence hermaphrodites dans le jeune âge, se comportent comme unisexuées - et les individus comme dioïques- : les fleurs dites femelles (ou mieux « mâles-stériles ») montrent de petites anthères restant incluses dans le périgone et des stigmates bien développés, tandis que les fleurs dites mâles (ou mieux « mâles-fertiles ») ont leurs anthères exsertes et productrices de pollen. Chaque colonie, s'étendant par voie végétative, est normalement formée d'individus semblables entre eux ».

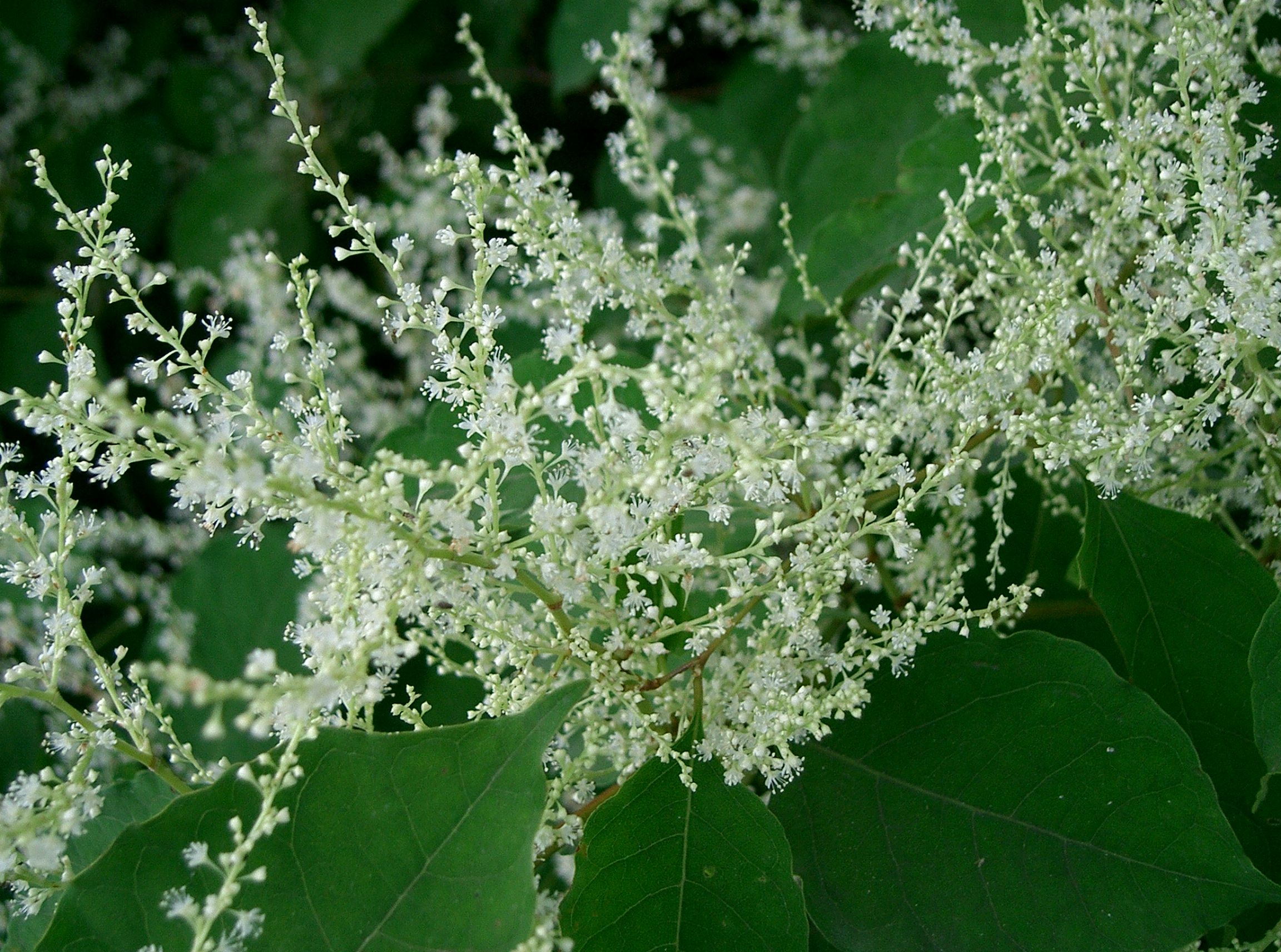
Fleurs mâles.
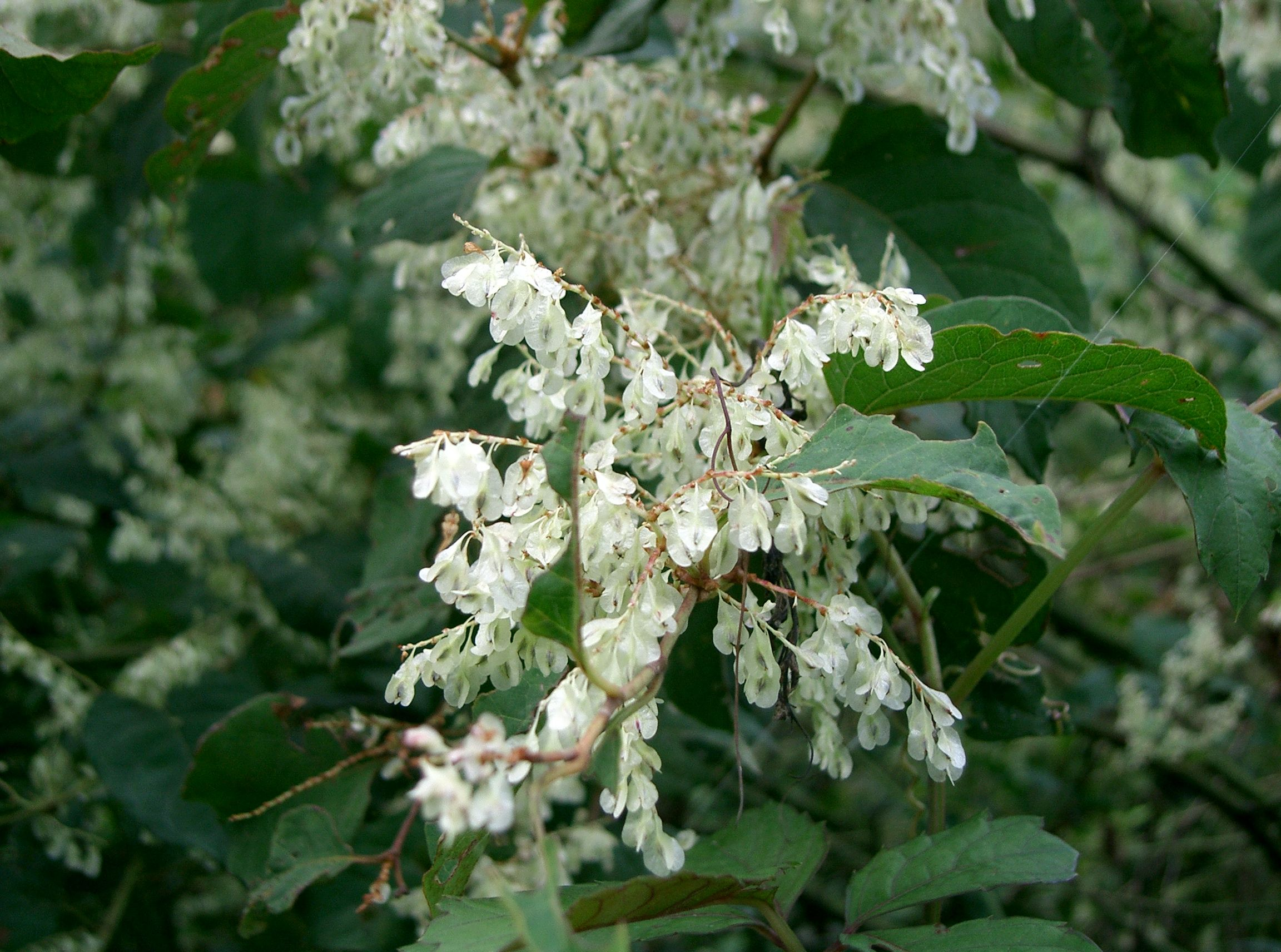
Fleurs femelles, fruits.
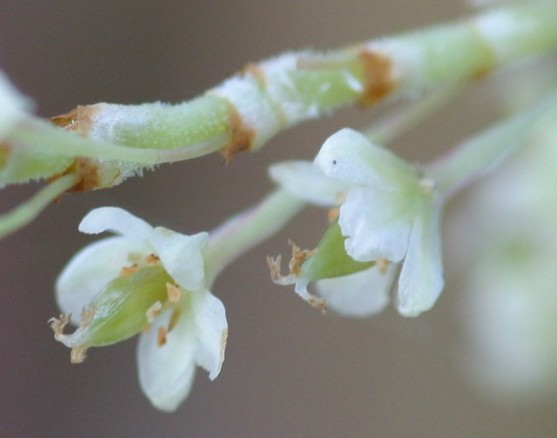
Fleur.
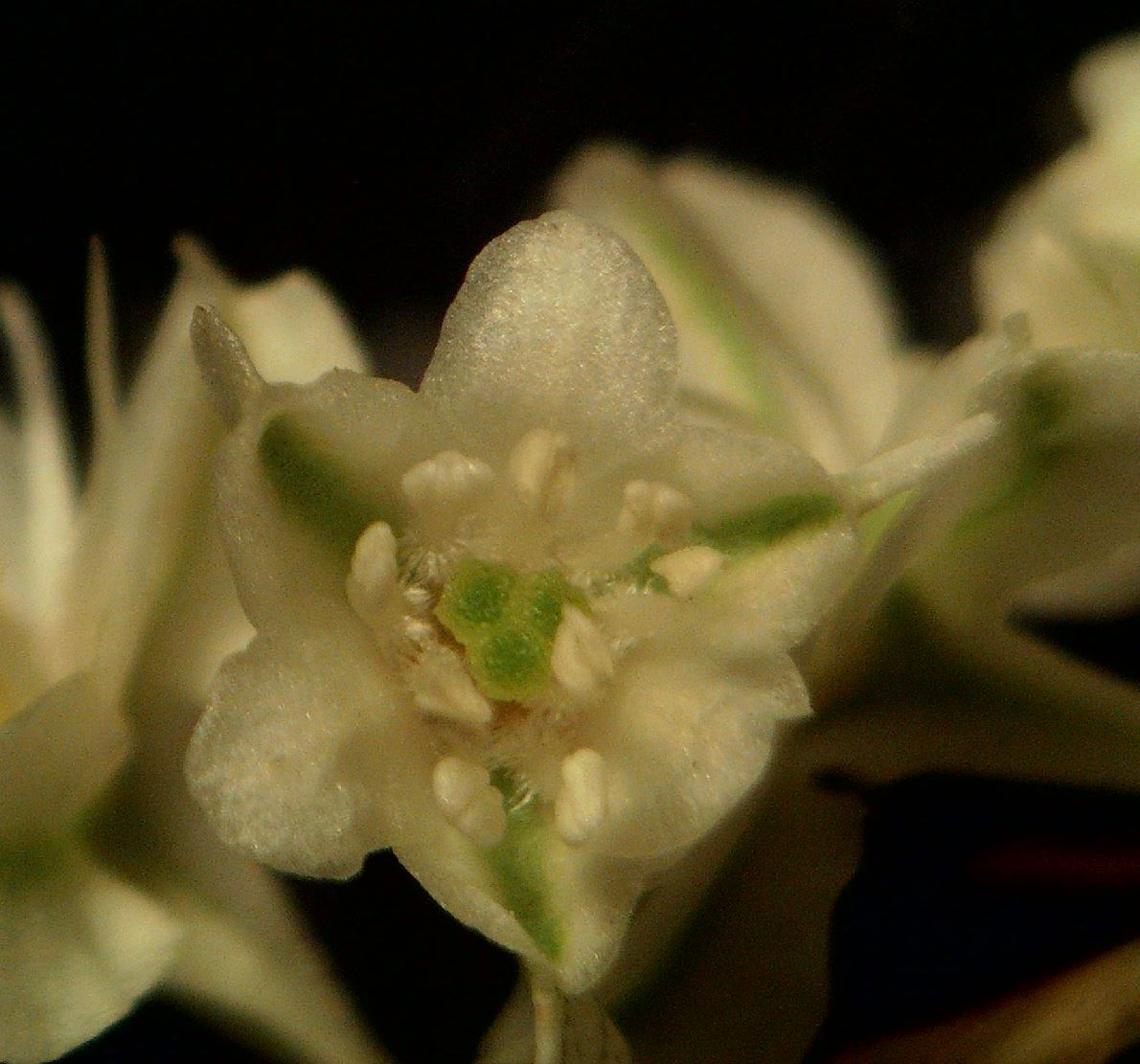
Fleur.
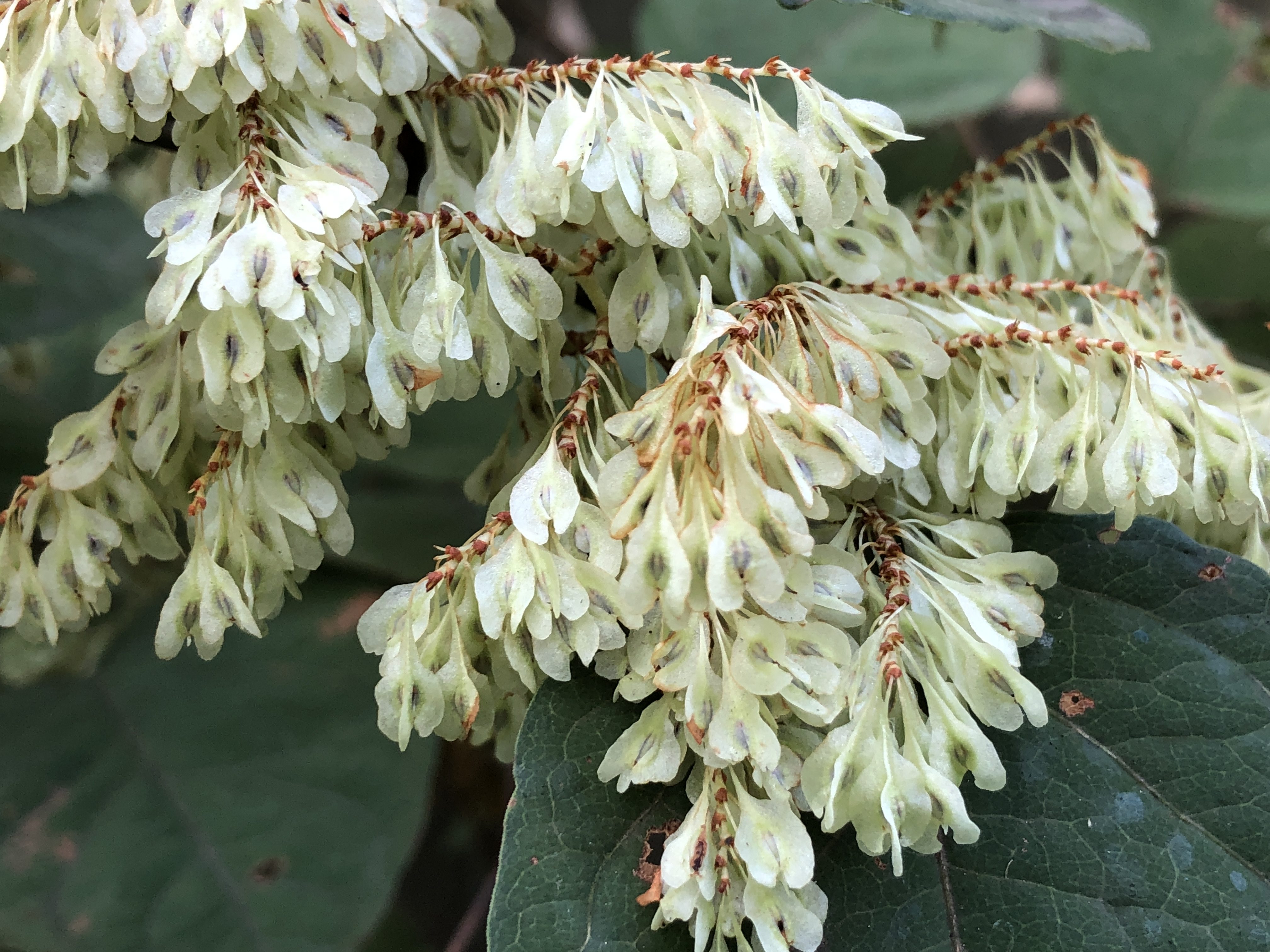
Fruits.
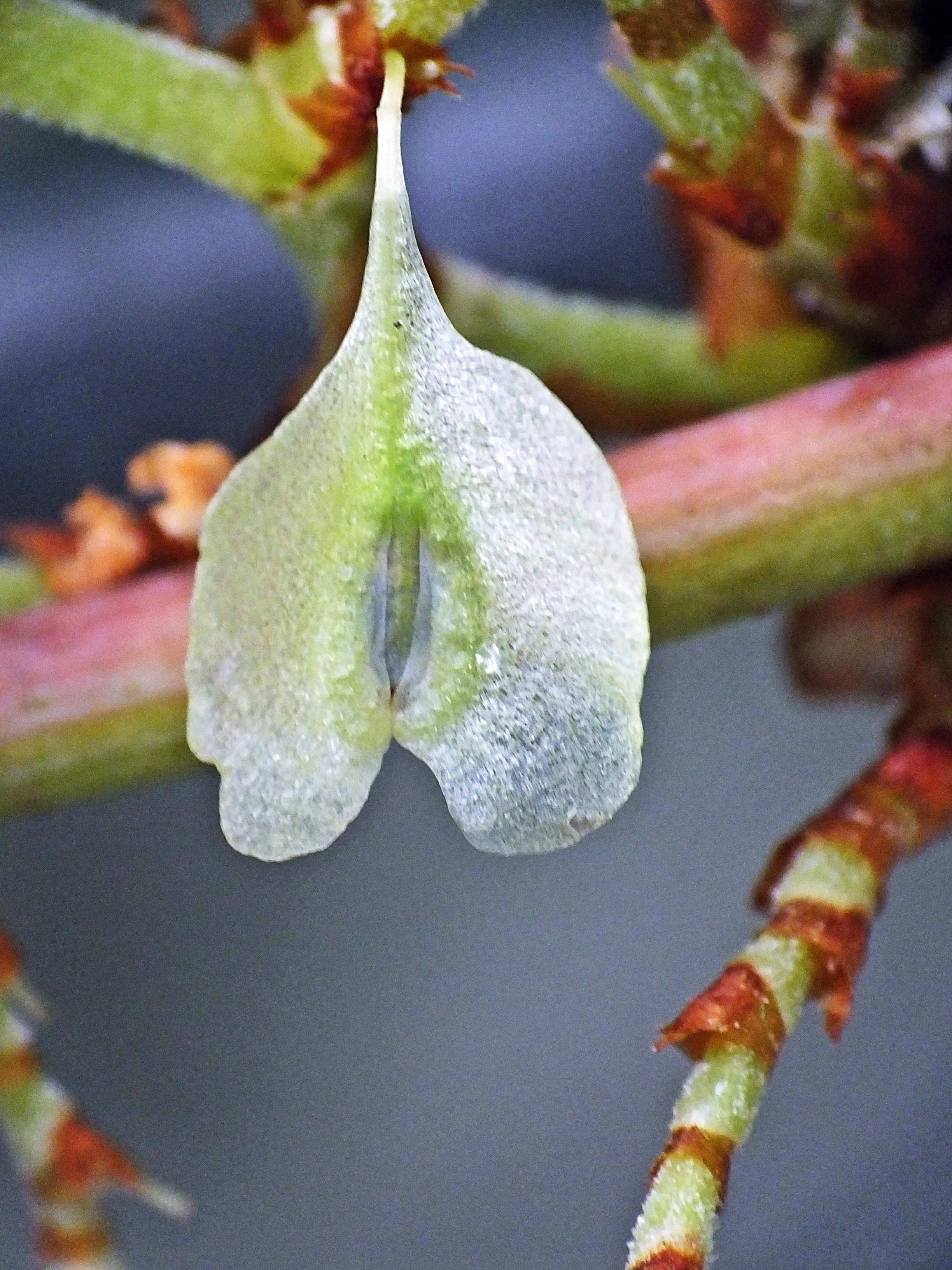
Fruit.
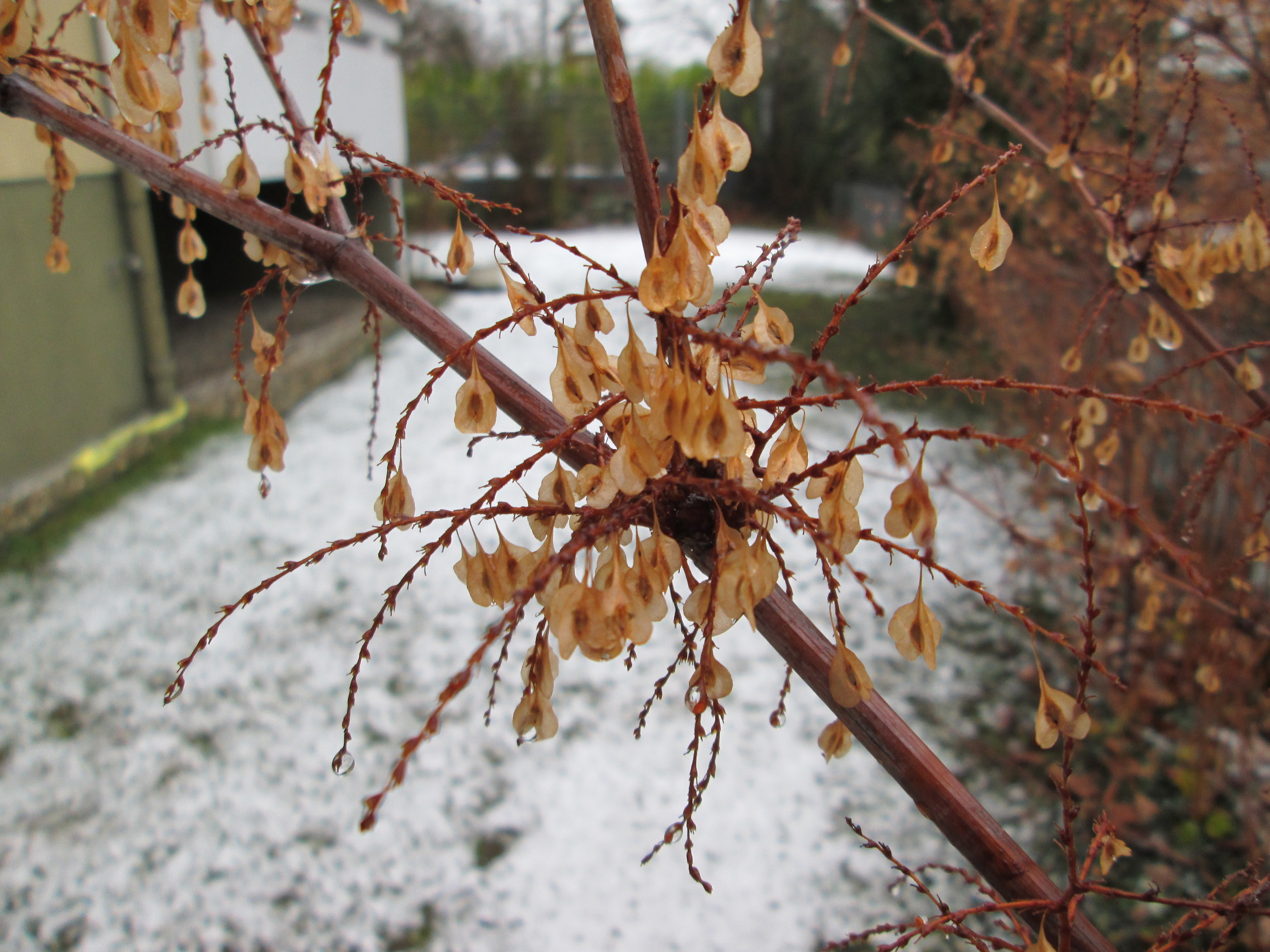
Fruits secs.

## Espèces proches
La renouée du Japon est morphologiquement très proche de la renouée de Sakhaline. Leur hybride, la renouée de Bohème, présente des caractéristiques intermédiaires.
Elle s'en distingue par le limbe de la face inférieure de la feuille entièrement glabre, y compris sous les nervures, alors qu'il est garni de poils épars chez les deux autres taxons, au moins sous les nervures. Ses feuilles médianes sont beaucoup moins longues, mesurant de 7 à 15 cm contre 15 à 40 cm ; plus trapues, le rapport longueur/largeur ne dépassant pas 1,5 et leur base est tronquée et anguleuse alors qu'elle est en forme de cœur ou presque et peu ou pas anguleuse chez les deux autres taxons.
L'ensemble de la grappe constituant l'inflorescence, toujours dressé quand elle est épanouie, est au moins plus grande que la moitié de sa feuille correspondante alors qu'elle plus ou moins étalée ou penchée et toujours plus petite chez la Renouée de Sakhaline. Ses tépales constituant le périgone sont blancs alors qu'ils sont verdâtres chez la Renouée de Sakhaline. Son fruit présente des ailes brusquement rétrécies à la base alors que ce rétrécissement est progressif chez les deux autres taxons.

Comparaison entre les Renouées du groupe japonica
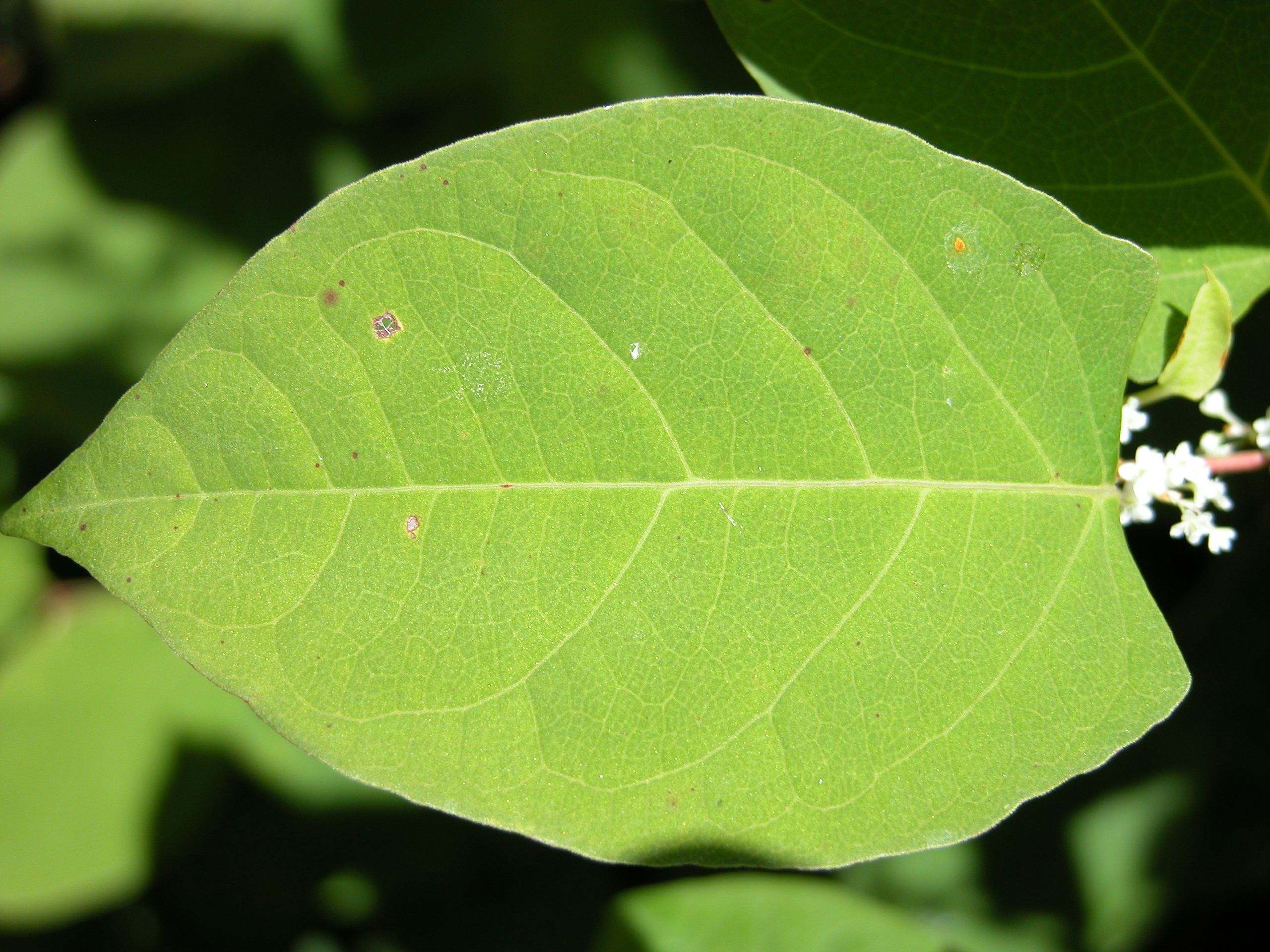
Feuille de R. japonica.
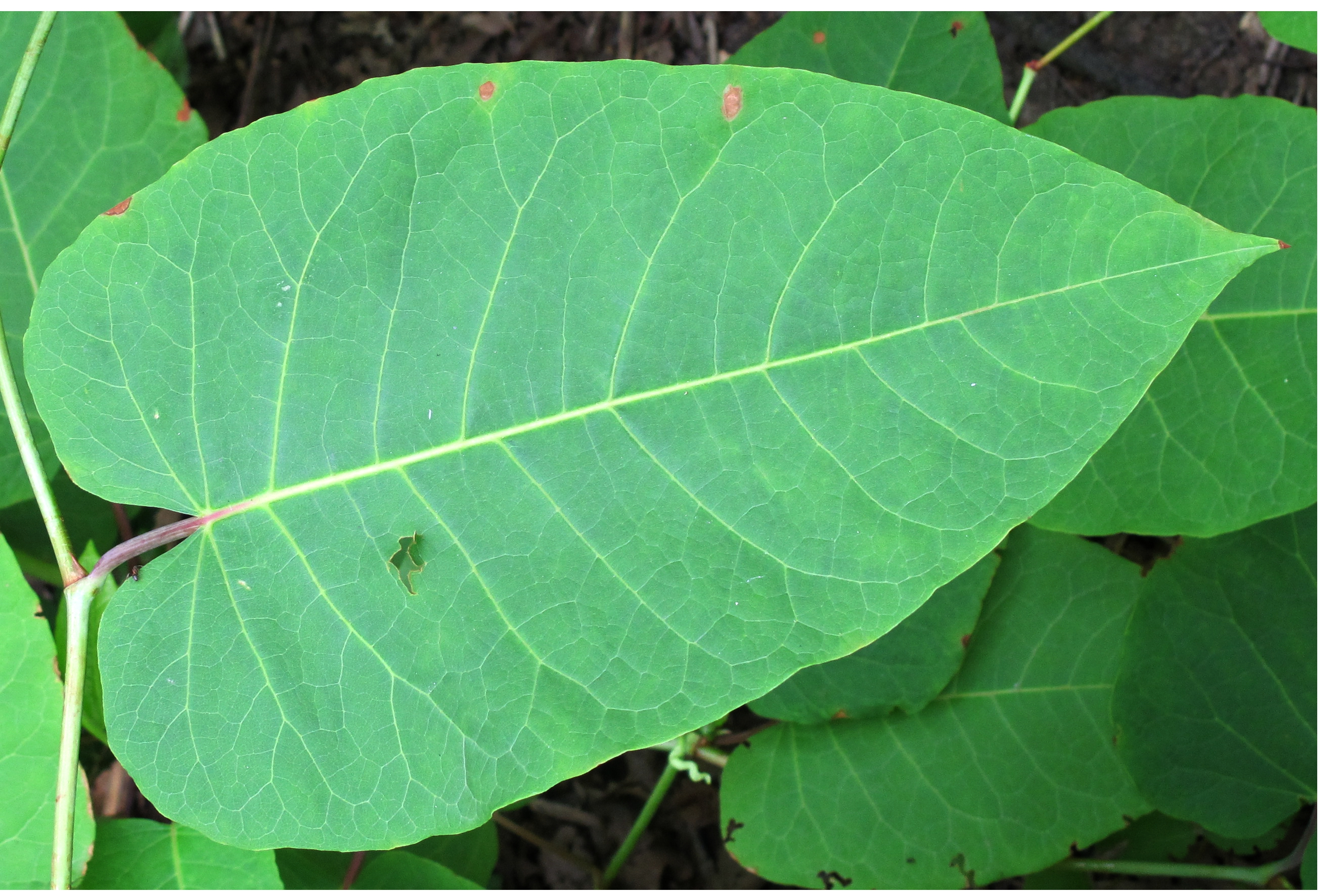
Feuille de R. sachalinensis.
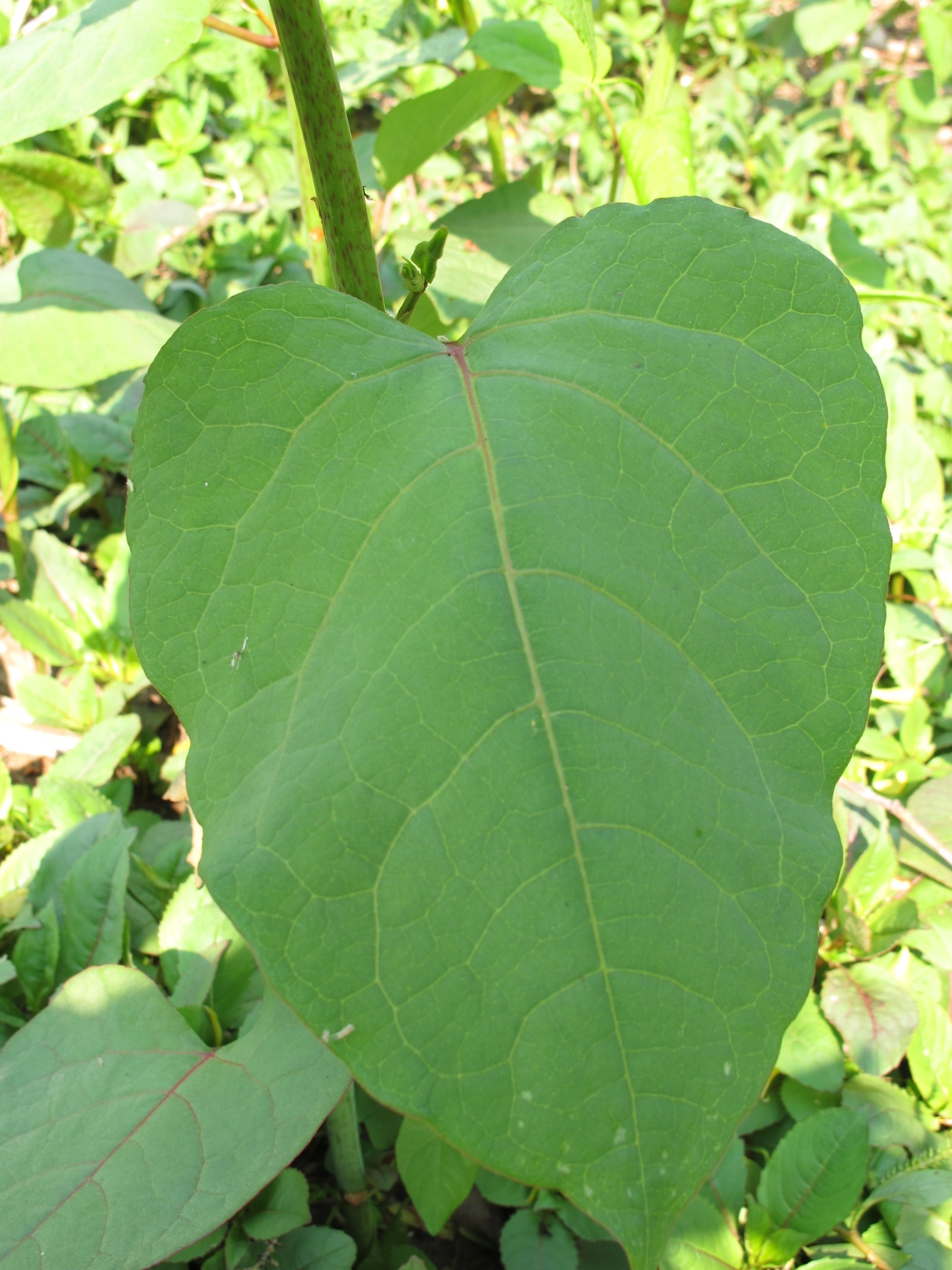
Feuille de R. ×bohemica.
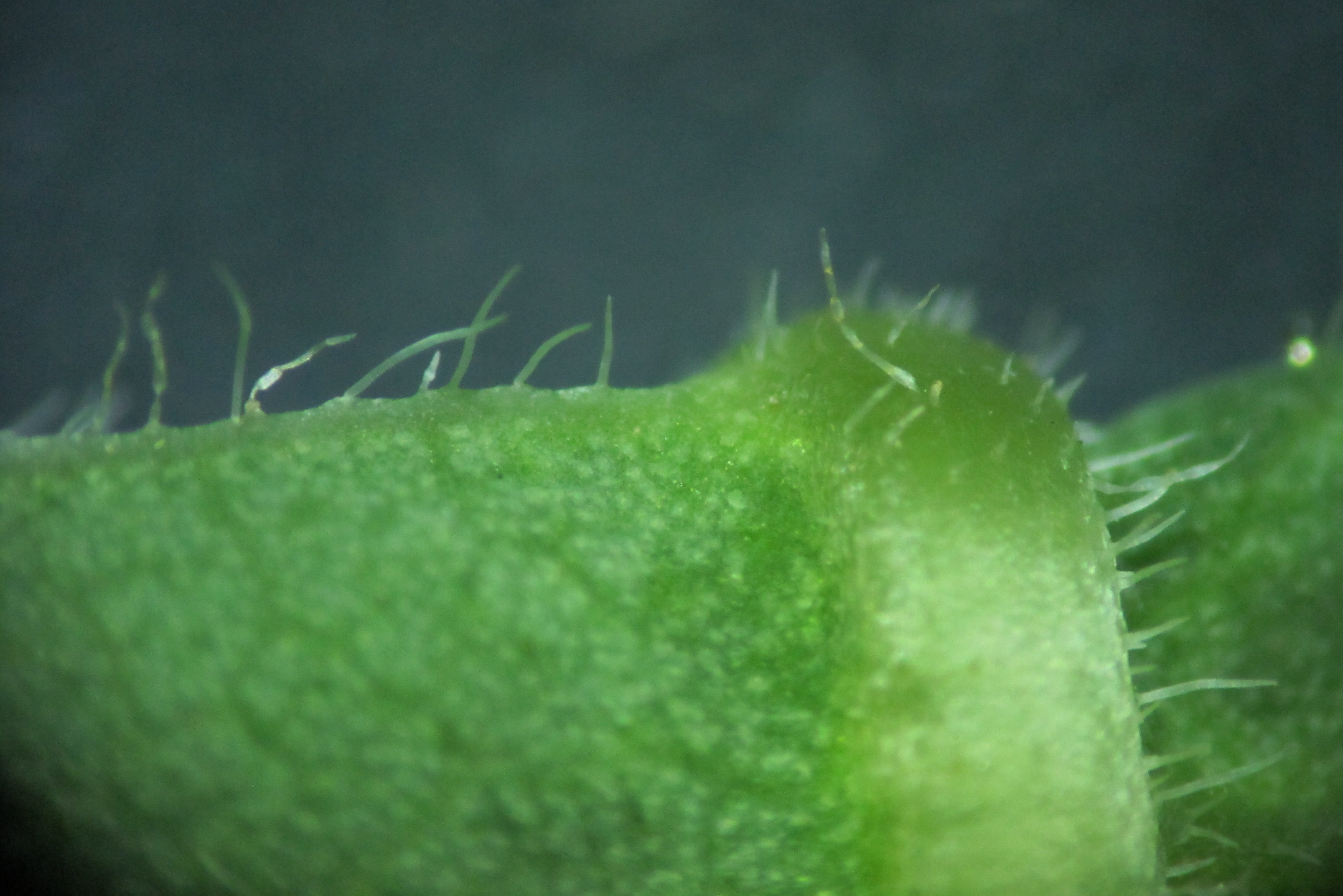
Pilosité de R. sachalinensis.
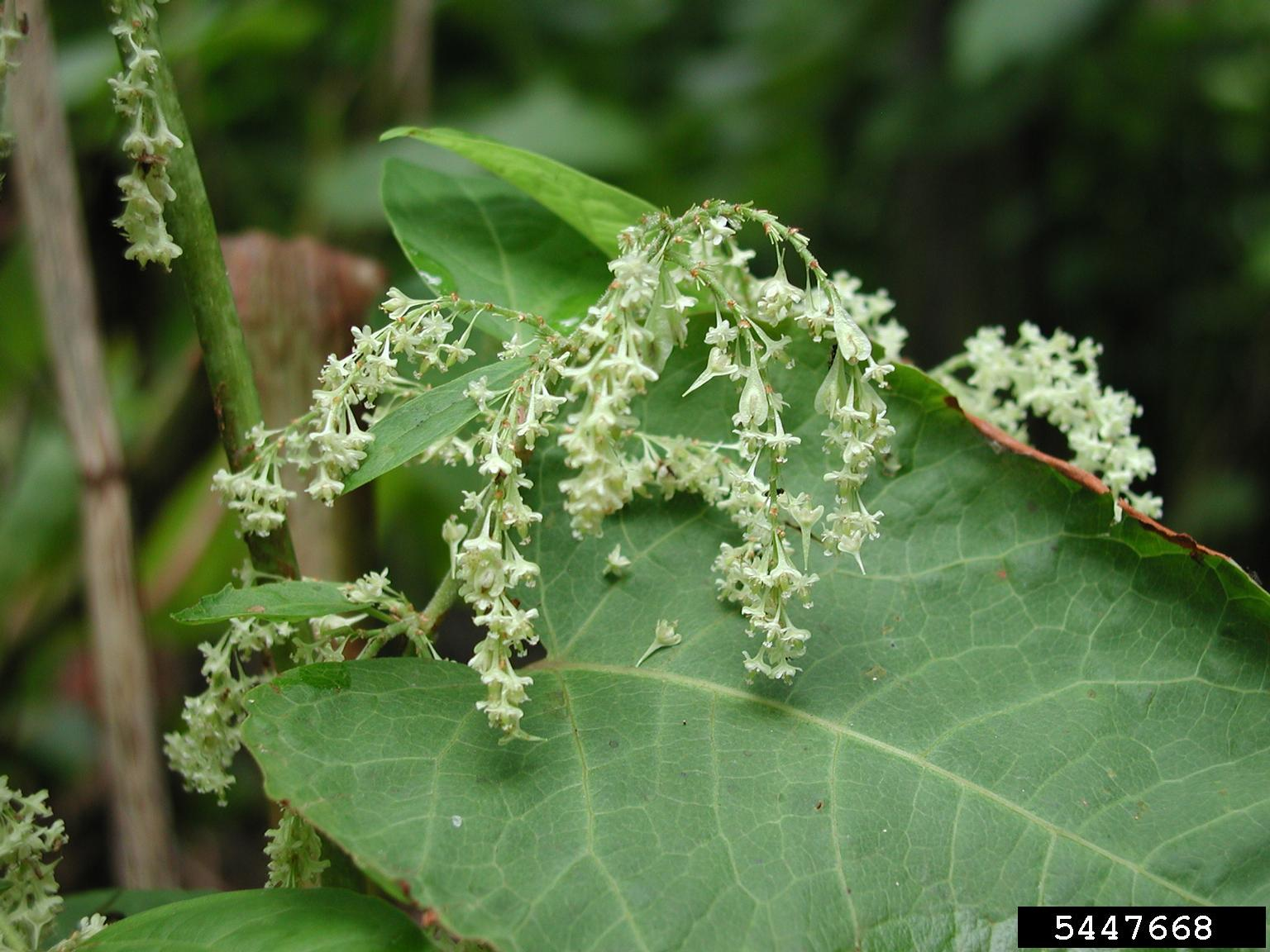
Inflorescence pendante de R. sachalinensis.
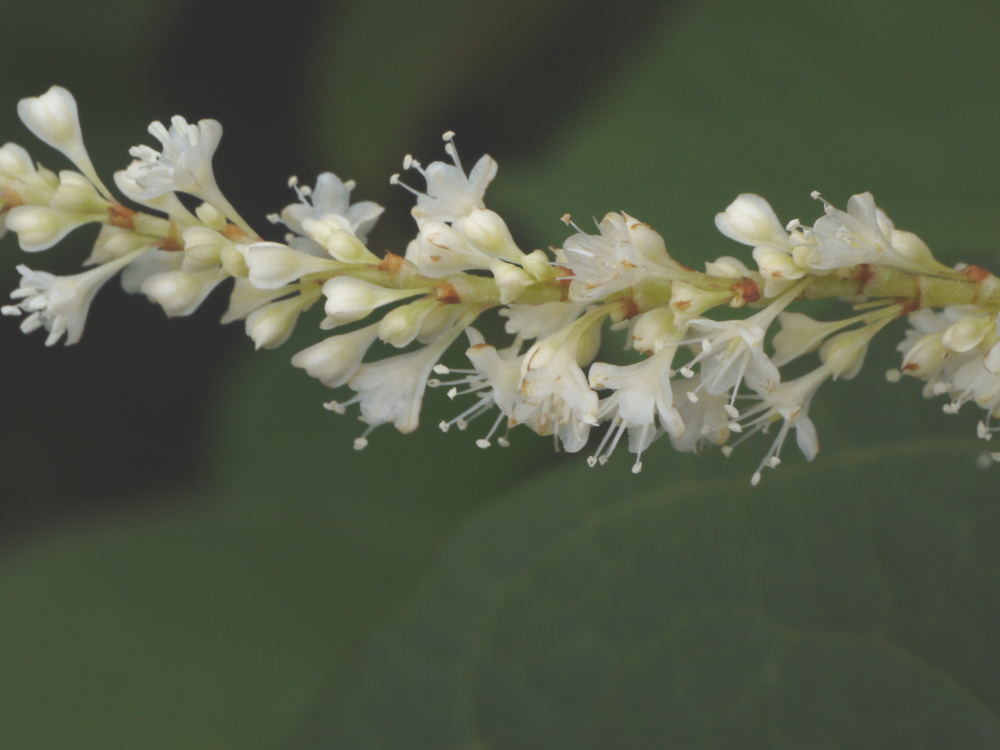
Base des fleurs verdâtres de R. sachalinensis.

## Reproductions végétative et sexuée

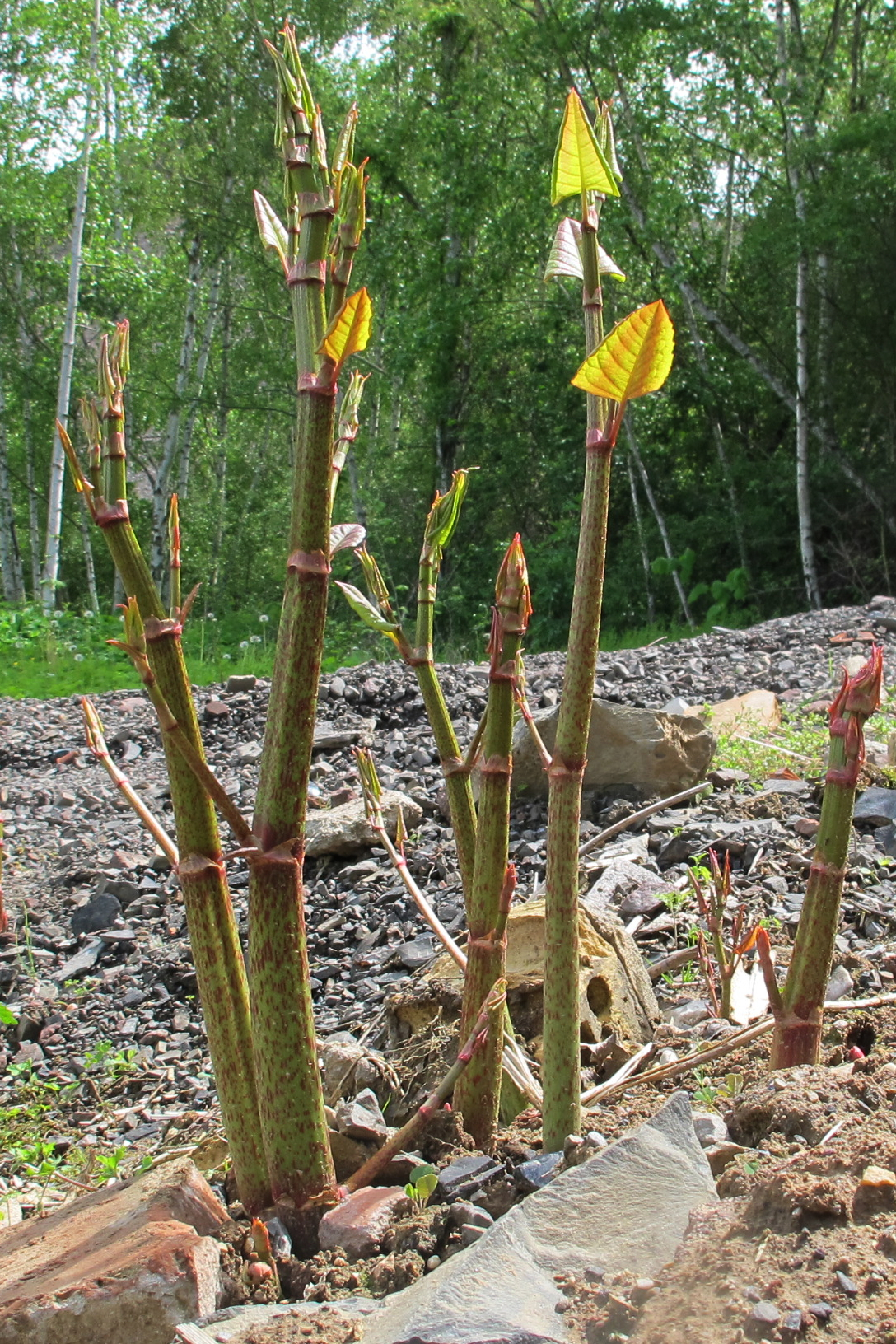
Une plante vigoureuse.

La renouée du Japon présente une propagation végétative très efficace. Près des deux tiers de la biomasse d’un plant se trouvent dans le sol dans un important réseau de rhizomes, qui s’étend de 1 à 3 mètres de profondeur et jusqu’à 10 mètres de diamètre. La plante peut également se propager par les fragments de rhizomes ou de tiges. Un fragment de rhizome d’un centimètre et pesant 7 grammes peut former un nouvel individu.
La reproduction sexuée est également présente chez la renouée du Japon. Au Québec, la maturation des graines était auparavant stoppée par l’arrivée des gels d’automne. À la faveur de l’allongement de la saison de croissance dans le sud de la province, la renouée du Japon produit désormais des graines avec un taux de viabilité entre 40 et 60 %. En Europe centrale, ces chiffres sont très différents : alors qu'en laboratoire la germination est un succès — ce qui indique que les graines sont viables et que l'hybridation n'entre pas en ligne de compte — le développement dans la nature de plantules issues de graines reste rare en se restreignant à 15 %. Le stress hydrique semble être le principal facteur limitant.

## Écologie

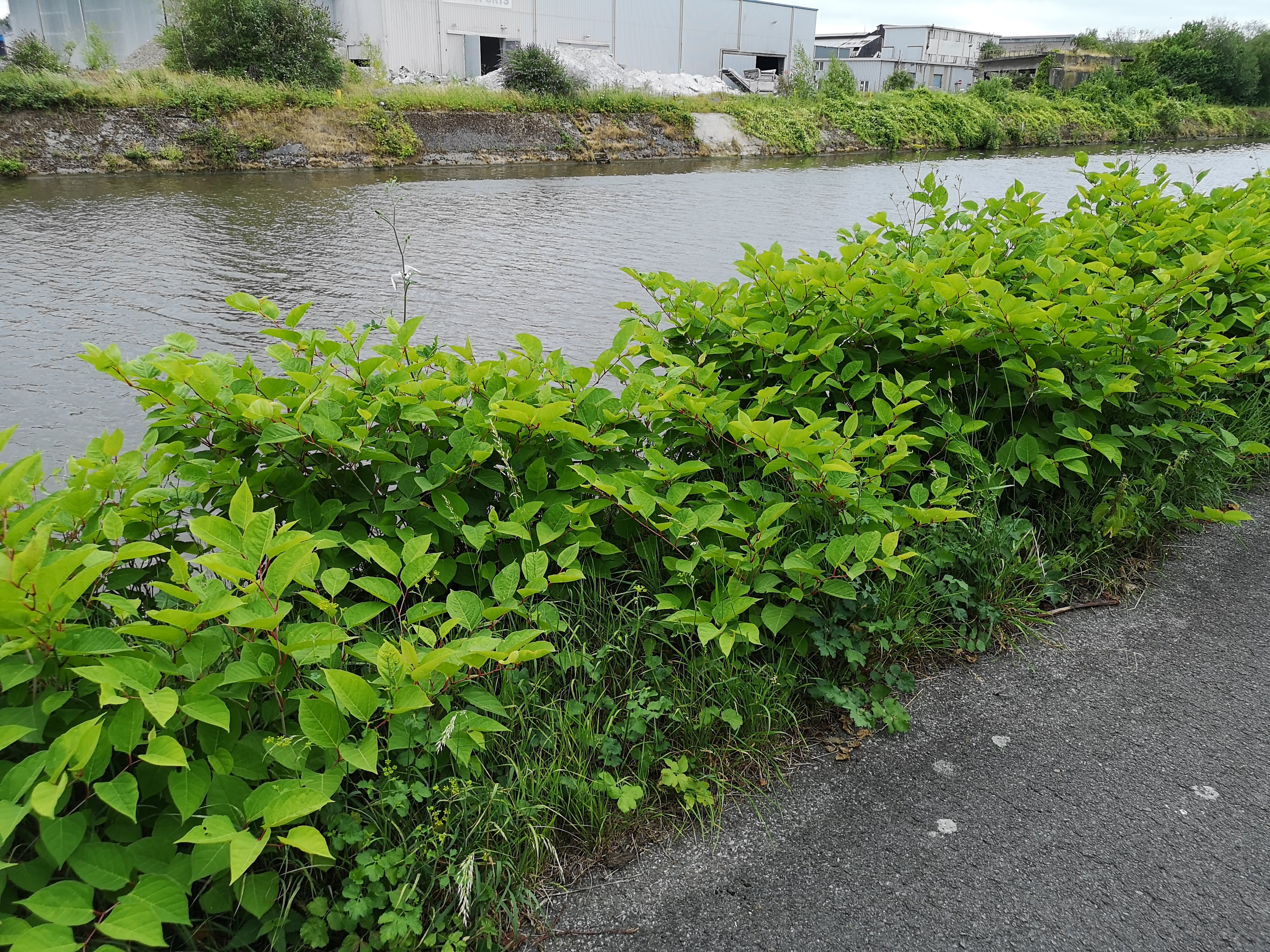
La Renouée du Japon apprécie les berges des cours d'eau.

### Métaux lourds
La Renouée du Japon, comme la Renouée de Sakhaline et leur hybride la Renouée de Bohême, se développe sur des sols chargés en métaux lourds que ce soit dans sa région d'origine comme au Japon ou dans les pays où elle a été introduite, notamment en Europe.
Ainsi, une teneur du sol élevée en métaux lourds ne limite pas son expansion. Au contraire, elle peut même renforcer sa compétitivité par rapport à d'autres espèces végétales qui évitent les concentrations toxiques de métaux lourds. Plus précisément des teneurs élevées en cadmium, cuivre et zinc retardent seulement la régénération du rhizome alors que des teneurs élevées en chrome et niobium n'ont aucun impact. De même, la présence de ces métaux n'affecte pas la hauteur de la plante plus tard en saison et a globalement un effet stimulant sur sa croissance. D'autre part, la Renouée présente une très forte capacité à absorber les métaux lourds dans ses racines, ses rhizomes, ses tiges et ses feuilles, ce qui suggère un grand potentiel en phytoremédiation,.
Le botaniste Gérard Ducerf va plus loin dans son analyse : invoquant le biotope primaire de la plante dans l'est de l'Asie constitué de sols métallifères, il propose l'hypothèse que le développement des Renouées est conditionné par la présence des métaux lourds dont elles seraient bioindicatrices Une hypothèse qui reste à démontrer.
Par ailleurs, des métaux lourds comme le plomb et le rubidium s'accumulent dans les fleurs, ce qui pourrait être vecteur de pollution des pollinisateurs, notamment de l'Abeille domestique. À ce sujet, certaines études montrent une pollution au cadmium, alors que d'autres ne distingue aucune pollution dans le miel résultant du butinage automnal.

### Espèce envahissante

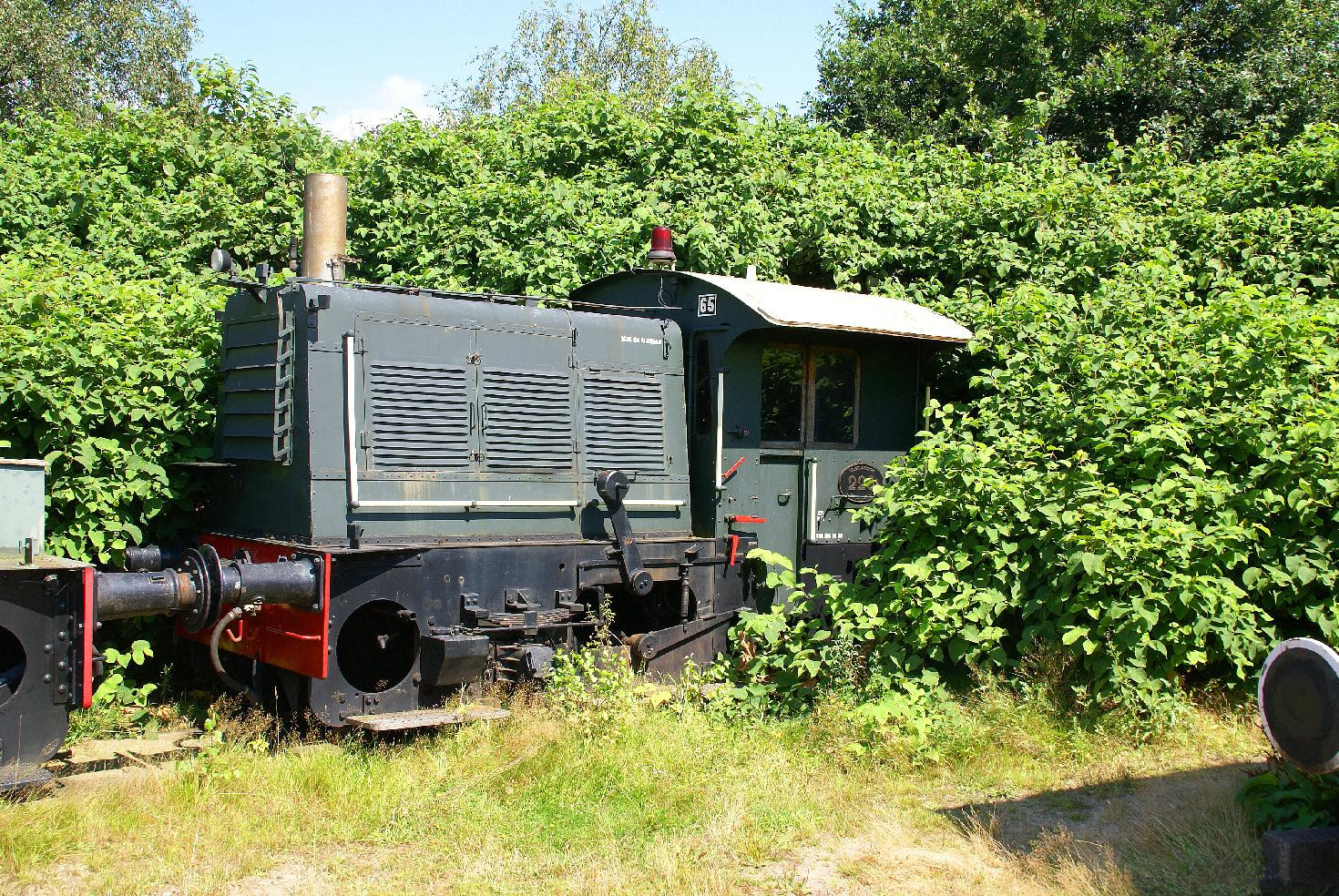
Cette ancienne locomotive à Beekbergen (Pays-Bas) est envahie par la Renouée du Japon.

#### Histoire
Déjà introduite au Moyen Âge par la route de la soie comme plante fourragère[source insuffisante], elle est réintroduite aux Pays-Bas par Philipp Franz von Siebold, médecin officier de la Compagnie néerlandaise des Indes orientales en poste à Nagasaki entre 1823 et 1829. Il la cultive dans son jardin d'acclimatation en 1825, à Leyde en tant que plante ornementale, mellifère et fourragère. En 1847, la société d’agriculture et d’horticulture de la ville d’Utrecht décerne le prix de la médaille d'or à la Renouée du Japon pour la beauté de son feuillage et de ses inflorescences parfumées. En Belgique, l'espèce est récoltée dès 1882 dans le bois de la Cambre, mais elle reste rare jusqu'à la Seconde Guerre mondiale. Son apparition en France est constatée pour la première fois en 1939.
La Renouée du Japon s'est par la suite naturalisée mais ce n'est qu’au milieu du XXe siècle que sa colonisation exponentielle est constatée. Elle s'est répandue sur les terrains remaniés, le long des axes routiers et des voies ferrées et surtout le long des cours d'eau, posant de graves problèmes écologiques. Les activités humaines, surtout par le déplacement de terres contaminées par des rhizomes, à l’occasion de travaux de génie civil et rural, et les crues, qui arrachent ces rhizomes (ou des tiges vertes) aux berges, sont les vecteurs essentiels de dispersion de la plante.
Elle a aussi été introduite en Amérique du Nord d'abord sur la côte ouest et sur la côte est des États-Unis. Les deux vagues de colonisation se sont rejointes à l'intérieur du pays. Sa progression vers le nord-est jusqu'au nord du fleuve Saint-Laurent au Canada a été observée pour la première fois vers 1942 dans le quartier de Limoilou de la ville de Québec. Elle est présente à l'orée de la forêt boréale canadienne. La province de l'Ontario lui attribue une certaine importance.
Au XXIe siècle, la Renouée du Japon est bien implantée dans la majorité des pays européens et américains où elle génère de nombreuses conséquences.

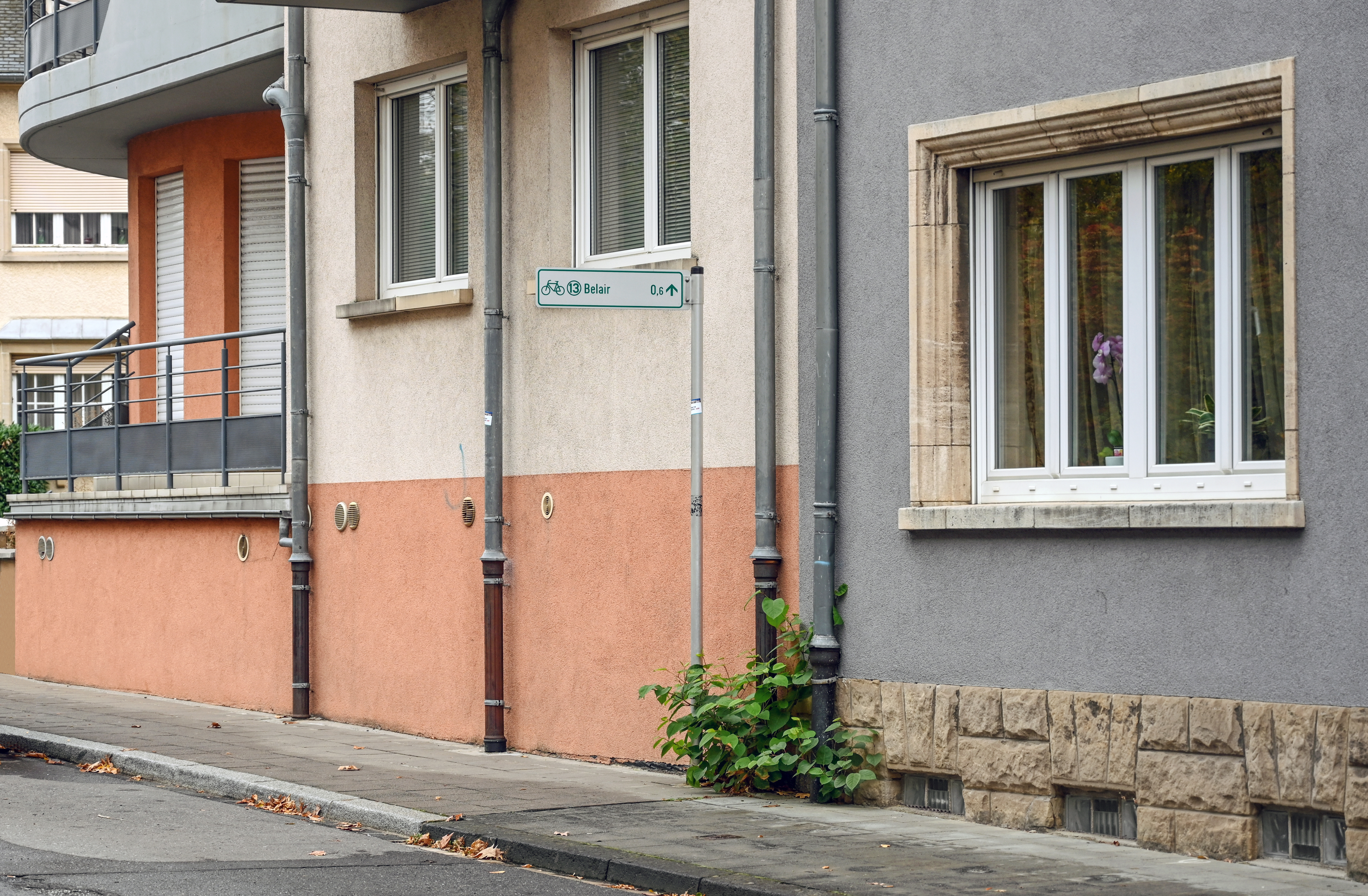
Renouée du Japon poussant spontanément là où ses conditions de levée de dormance sont réunies comme ici dans un trottoir à Luxembourg-ville.

#### Réglementation
En Belgique, cette espèce est considérée comme invasive et sa plantation est interdite en Région wallonne depuis le 1er janvier 2013.
En Grande-Bretagne, la loi interdit de disperser volontairement la plante et impose de l'éradiquer des terrains constructibles.
Il existe aussi en France une loi contre les introductions, volontaires ou non, d'espèces invasives (L411-5) mais elle ne s'applique pas à ce jour aux renouées japonaises.

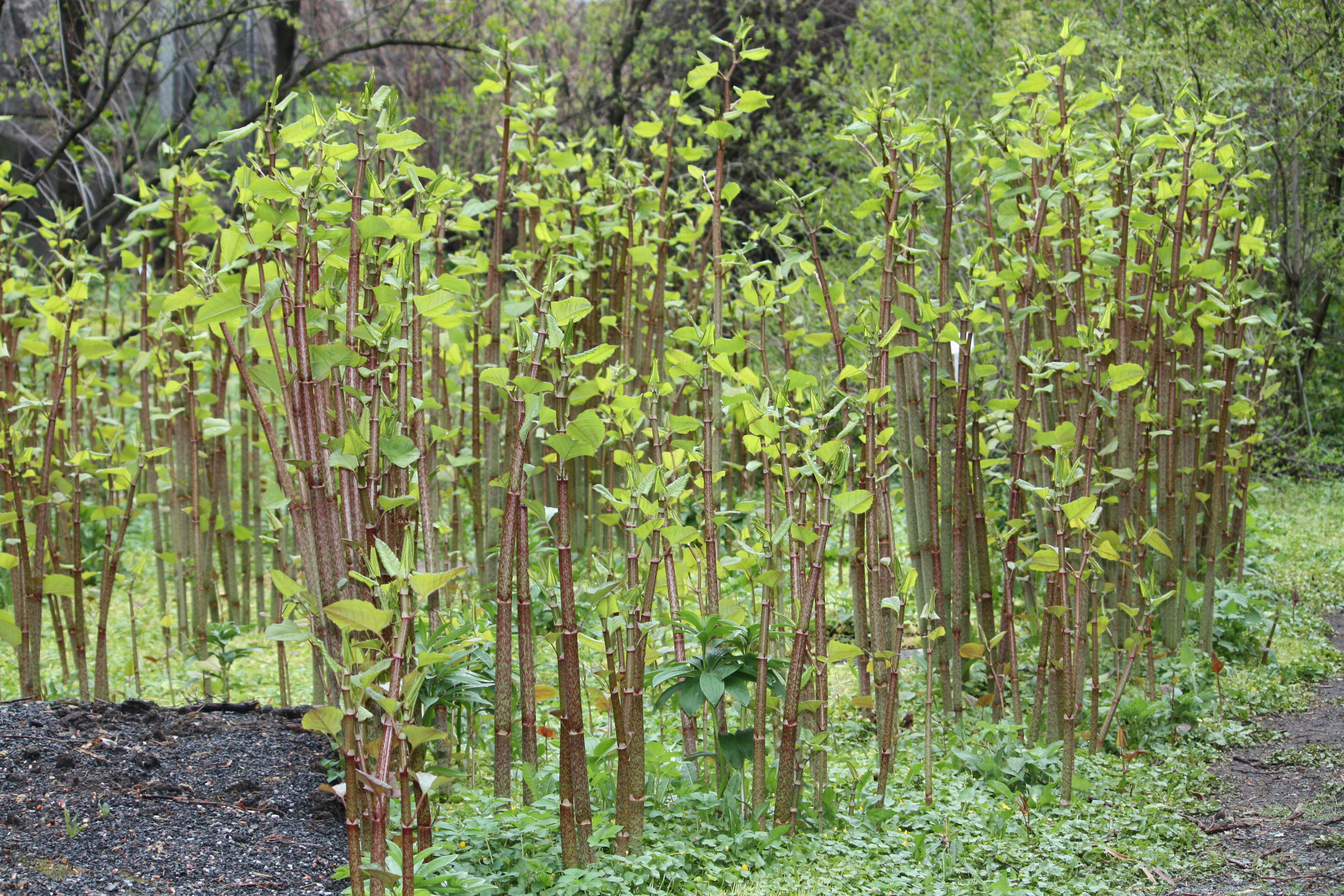
Propagation de la Renouée du Japon.

#### Conséquences sur la biodiversité

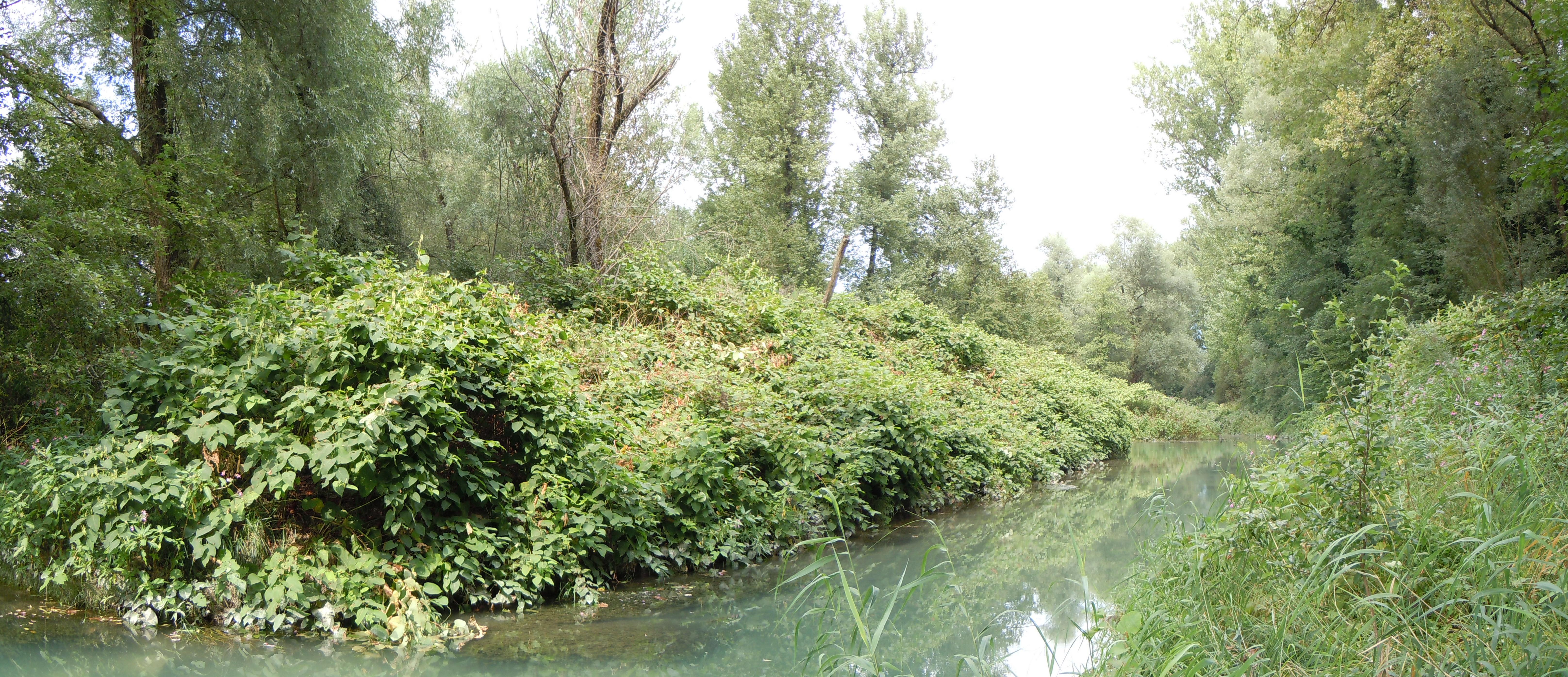
La Renouée du Japon détruit la biodiversité.

Dépourvue de prédateurs locaux et de compétiteurs, le Renouée du Japon s'est avérée très invasive et donc défavorable à la biodiversité. Très rapide, sa progression se fait au détriment de la flore locale (comme l'angélique des estuaires, Angelica heterocarpa, endémique de quelques estuaires), mais aussi de la diversité en vertébrés et surtout d'invertébrés (abondance totale diminuée en moyenne d’environ 40 % sur les cours d'eau inventoriés, avec un nombre de groupes d’invertébrés diminué de 20 à 30  %). Ceci expliquerait que, comme d'autres plantes invasives, la renouée fasse reculer les populations d’amphibiens, reptiles, et oiseaux ainsi que de nombreux mammifères des habitats ripicoles, car ces derniers dépendent directement ou indirectement des espèces herbacées autochtones et/ou des invertébrés associés pour leur survie,.
En tant qu'invasive, la Renouée fréquente des néosols et des milieux dégradés pauvres en biodiversité. Sa vigueur et la rapidité de sa propagation sont telles qu'un petit foyer peut rapidement coloniser les abords jusqu'à former des massifs de plusieurs dizaines de mètres carrés prenant le pas sur la végétation locale basse — même bien implantée. Se développe aussi à sa suite l'espèce de fourmis tout aussi invasive, Lasius neglectus, provenant de l'ouest de la mer Noire. Elle y trouve une nourriture abondante grâce aux nectaires à la base des feuilles de renouée. On trouve là un problème tout particulier d'hémérochorie, où deux espèces, l'une animale, l'autre végétale, concourent pour changer le biotope.
La Renouée du Japon bloque les successions végétales naturelles en empêchant la régénération des autres plantes par semis ou rejets. Elle constitue donc une réelle menace pour l'équilibre biologique et physique des ruisseaux, des rivières et des ripisylves.

#### Conséquences sur les bâtiments

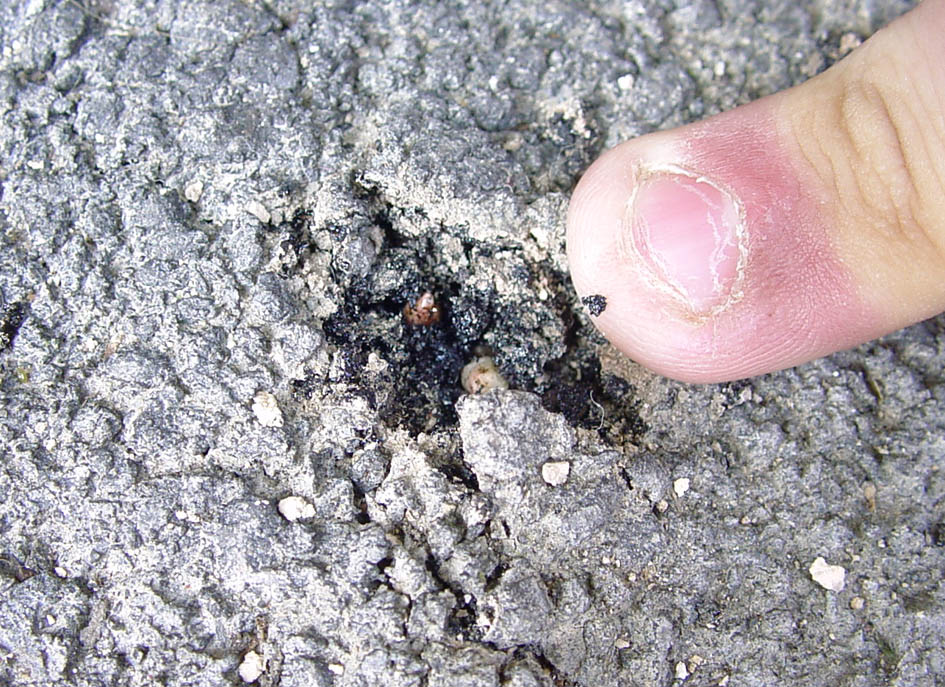
Renouui perce l'asphalte.

Les racines de la Renouée du Japon sont très robustes. Elles peuvent s’infiltrer à travers le béton, brisant ainsi les fondations des maisons ou le pavage des entrées. En Angleterre, plusieurs propriétaires ne peuvent plus vendre leurs résidences, car les terrains sont littéralement envahis par la plante. Dans certains pays, les prêteurs hypothécaires refusent parfois de financer certaines propriétés en raison de la présence de la plante.

#### Coûts supplémentaires
Si on laisse la plante envahir les fossés et les cours d’eau, les contribuables et propriétaires peuvent s’attendre à des coûts supplémentaires puisque la coupe de celle-ci est plus couteuse que pour les herbacées conventionnelles. De plus, les tiges séchées peuvent se retrouver dans les ponceaux, obstruant ceux-ci et limitant la libre circulation de l’eau.

## Mesures d'éradication

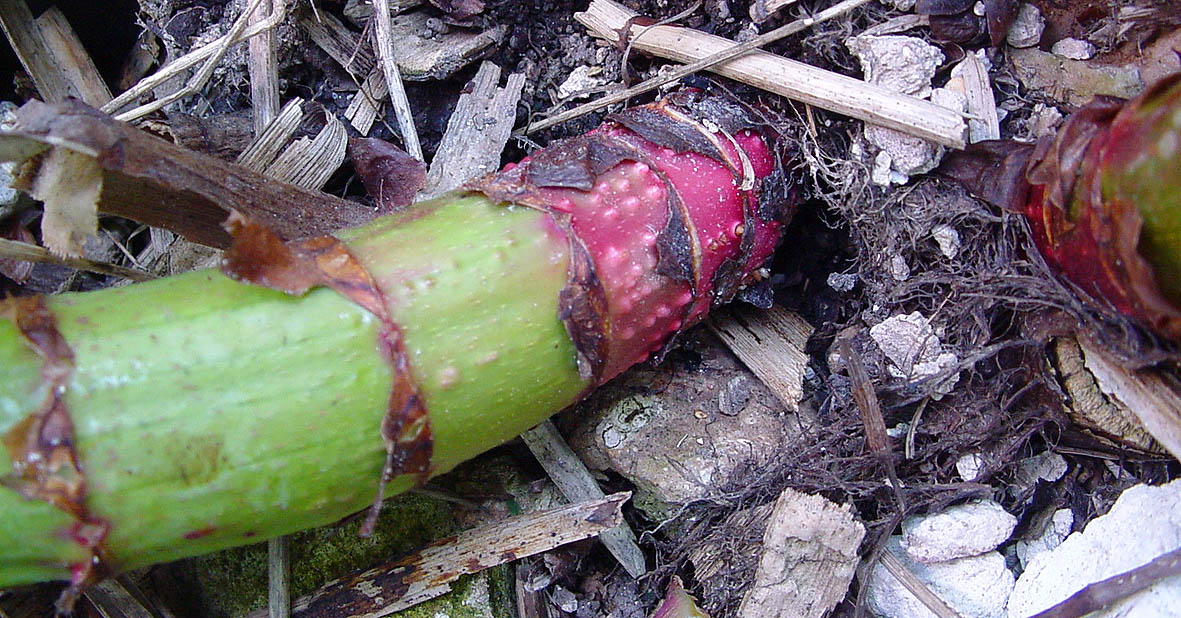
Ce fragment de Renouée du Japon peut facilement se bouturer et donner naissance à une nouvelle plante.

Les méthodes de lutte associent des mesures préventives et des mesures d'élimination ou compensatoires.
Les techniques préventives regroupent toutes les mesures permettant d'éviter la dispersion volontaire ou involontaire de la plante, ou son implantation sur un site (destruction précoce de la plante avant son enracinement). Avant de s'engager dans des programmes de lutte, il est indispensable d'évaluer à quel stade d'invasion se trouve la plante. Un fragment de rhizome ou de tige de la taille d’une bille peut reconstituer un massif après 10 ans de latence.

### Méthodes physiques

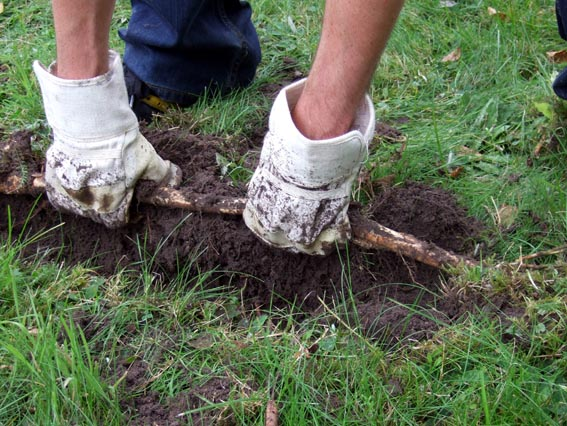
Rhizome de Renouée du Japon dans un jardin en Allemagne.

La plante est très difficile à éradiquer, notamment en période végétative, car elle est capable de réparer très rapidement (en quelques jours) ses tissus endommagés. S'attaquer à sa partie aérienne (tiges et feuilles) n'empêche pas la survie de la partie vivace enterrée dans le sol. De plus, les fauches peuvent favoriser la dispersion de la plante puisque les tiges coupées se bouturent très facilement. L'extraction de tous les rhizomes est fastidieuse et illusoire, car leur densité dans le sol est très importante. De plus, il suffit d'un fragment de rhizome portant un bourgeon pour régénérer la plante. Une suppression manuelle systématique hebdomadaire des tiges à partir du printemps est efficace mais doit être réalisée systématiquement et sur 2 à 3 ans d'affilée, pour éliminer les parties enterrées.
Les débris végétaux issus de cette élimination ne doivent pas être compostés mais incinérés pour prévenir un fort risque de reprise de végétation, et donc de dissémination, une alternative est de réaliser un séchage complet des débris avant compostage.
Il n'existe donc pas encore de moyens mécaniques totalement fiables pour éradiquer la plante, mais des essais sont en cours en France pour détruire sa partie souterraine vivace, notamment par un traitement par godets-cribleurs-concasseurs, qui semblent efficaces pour traiter sans produits chimiques des alluvions infestées et pour détruire les rhizomes en les broyant (selon 2 essais faits en région Rhône-Alpes en 2005/2006 et 2007/2008). Cependant, les matériels et engins doivent ensuite être très soigneusement nettoyés afin qu'ils ne dispersent pas de propagules.
Depuis 2011, la Compagnie nationale du Rhône (CNR) a développé une technique de ce type pour neutraliser immédiatement les terres infestées. Après deux ans de tests, et trois ans d’application en interne des méthodes expérimentées, cette technique s'est avérée très efficace. La méthode en question est constituée de deux étapes clefs : une première de criblage permettant de séparer les éléments fins des éléments grossiers présents dans les matériaux alluviaux ; la seconde permet de neutraliser les rhizomes présents dans la fraction grossière par broyage fins. Les matériaux peuvent ainsi être remis au cours d’eau, valorisés comme substrat de plantation ou évacués dans une installation de stockage de déchets inertes (ISDI) (ex- « décharge de classe 3 »). Au total la CNR a supervisé le traitement de plus 100 000 m3 avec succès entre 2014 et 2018.

#### Déterrage précoce en milieu rivulaire

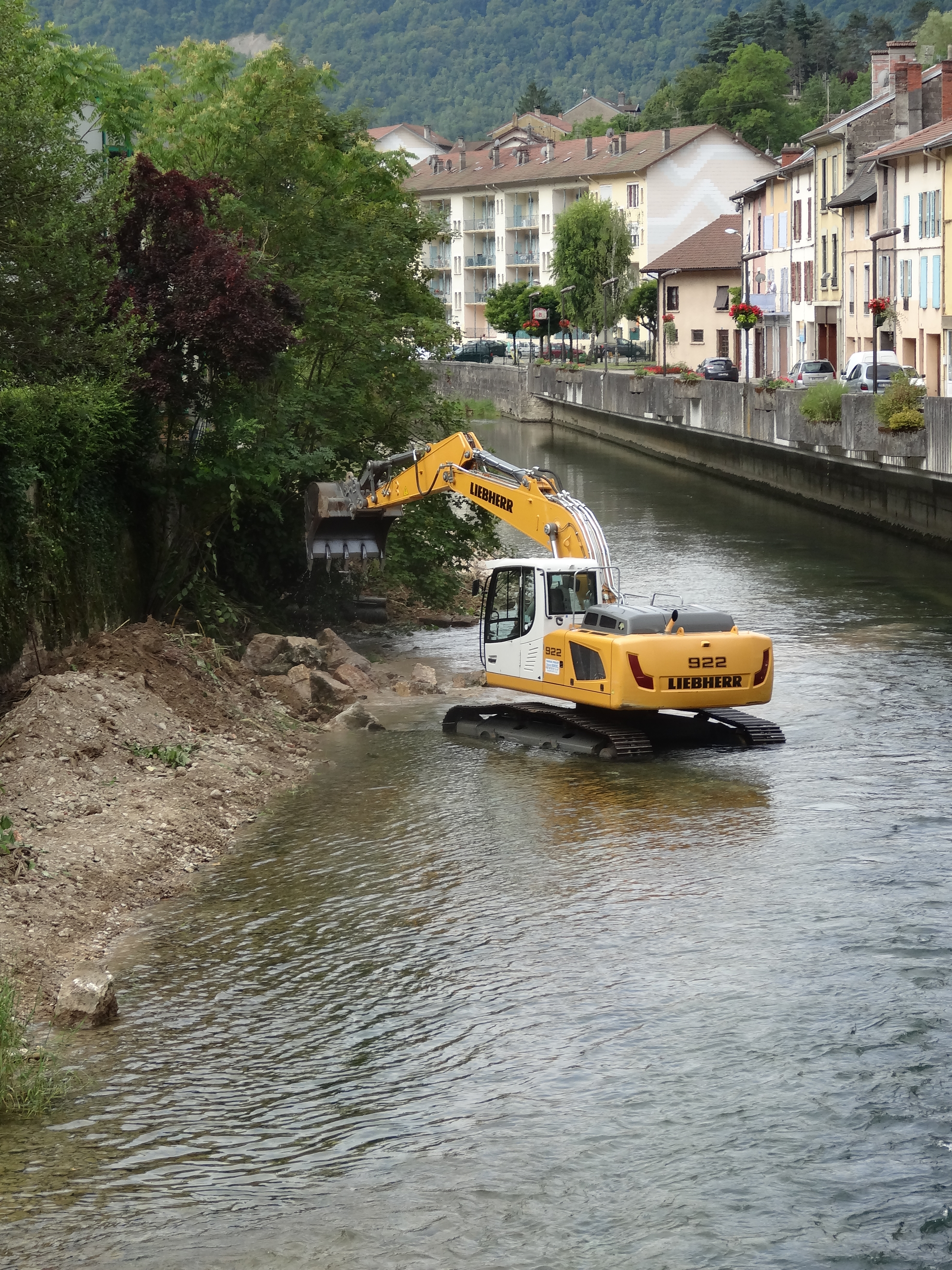
Déterrement mécanique de Renouée du Japon en milieu rivulaire.

Dans la Drôme, l'Hérault, en Savoie et dans la Loire, des campagnes pédestres annuelles dites de « déterrage précoce » (réparties de 2001 à 2018 selon les bassins versants) ont été mises en place pour détecter et éliminer rapidement des nouvelles plantes de renouée issues de fragments végétatifs arrachés en période de crue, transportés par l'eau et déposés en aval. Les retours d'expérience de cette gestion menée le long des petits et moyens cours d'eau à écoulements rapides et sur le pourtour d'un lac montrent que cette technique douce a l'avantage d'être à la fois peu coûteuse et efficace pour ralentir la dissémination des renouées asiatiques. « Ainsi, sur le lac du Bourget par exemple, de telles campagnes mises en œuvre entre 2012 et 2018 par le bureau d'étude Aquabio ont sans doute évité 280 massifs pour un coût de prévention et de détection précoce de 260 euros HT par « non massif », soit un coût infime par rapport au coût d'une élimination de massifs existants ».
Dans les peuplements anciens, il faut s'attendre à une propagation des rhizomes jusqu'à une profondeur de 3 mètres et à un rayon de 3 mètres de largeur à partir de la plante.

#### Bâchage du sol

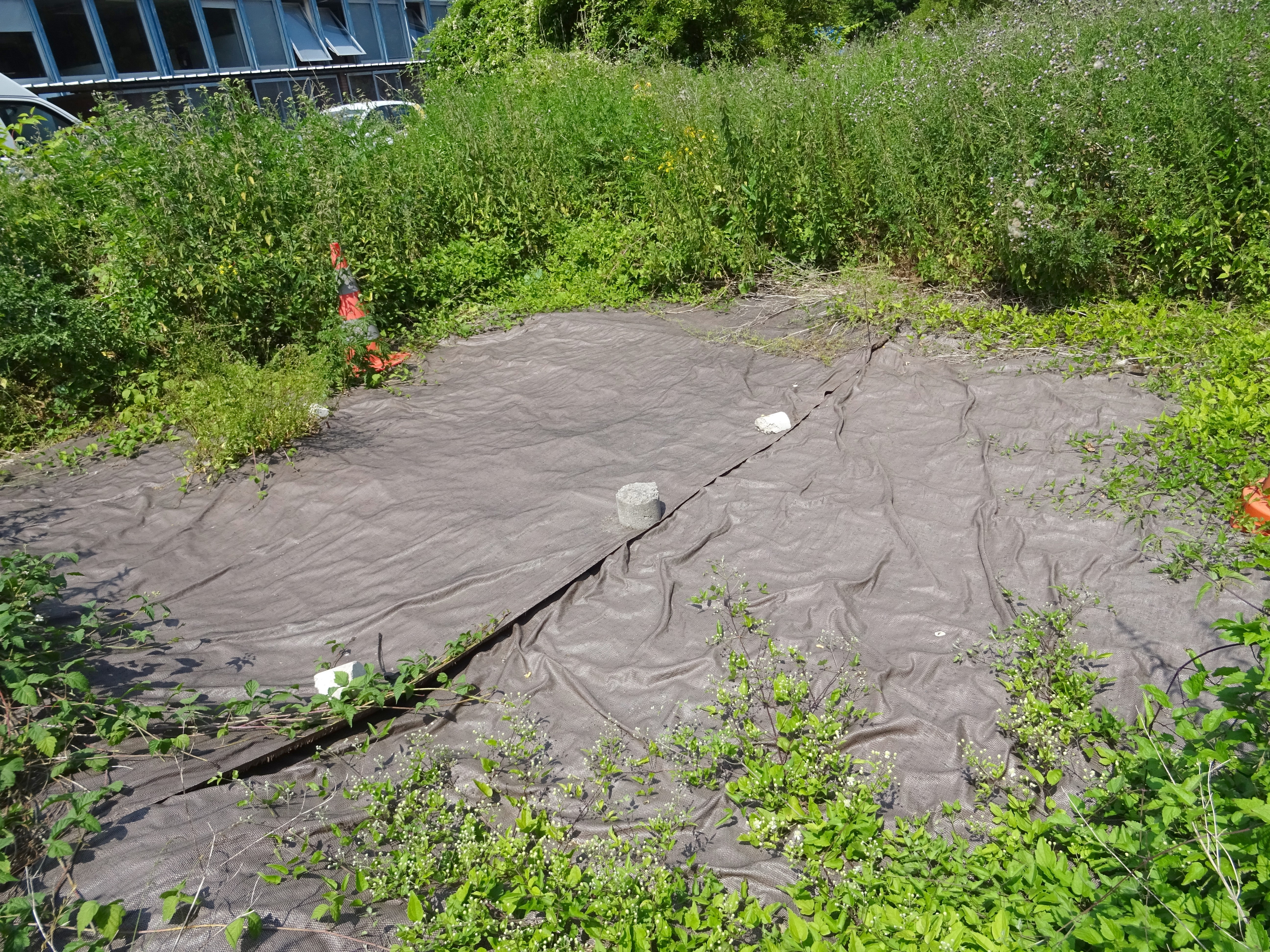
L'utilisation de la bâche pour éliminer la Renouée du Japon.

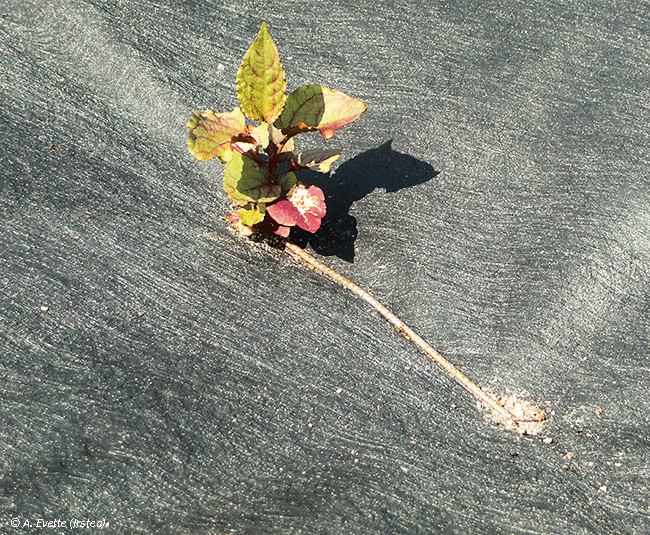
Renouée ayant profité du trou d'une agrafe pour traverser la bâche.

Le bâchage peut permettre de contrôler l’expansion des espèces invasives, en particulier des renouées asiatiques, en témoignent de nombreux retours d’expériences et la mise sur le marché de nouvelles bâches ad hoc. Mais l’efficacité de cette technique tient beaucoup à des modalités d’utilisation particulières qui doivent tenir compte des capacités de développement notamment souterrain des renouées. Des essais ont été réalisés 2017 par SNCF réseau en partenariat avec Dupont De Nemours SARL (Luxembourg) et Irstea (devenu en 2020 INRAE) pour tester scientifiquement et techniquement l'efficacité des dispositifs en grandeur nature. Les premiers résultats au bout de deux années d'installation sont concluants.
Une autre voie adoptée par la Compagnie nationale du Rhône consiste à coupler le bâchage avec la végétalisation des massifs (implantation de touffes de 125–150 cm de bourdaines, de viornes obier, de sureaux yèbles…). Après quatre saisons de végétation (2015-2018), la renouée a quasiment disparu des parcelles test.
Ces techniques relativement coûteuses sont cependant à réserver pour de petites taches isolées.

### Méthodes biologiques
Dans le cadre de la lutte biologique, il a été envisagé de trouver un prédateur naturel de la renouée dans son aire d'origine. La Grande-Bretagne a ainsi annoncé le « mardi 9 mars [2010], que des insectes seraient lâchés sur deux puis six sites, tenus secrets, avant une éventuelle généralisation ». Ces insectes sont des Aphalara itadori, une petite Psyllidae elle aussi originaire du Japon, et qui, testée en laboratoire, n'a « montré aucune appétence pour les plantes indigènes du Royaume-Uni ».

#### Techniques de génie végétal

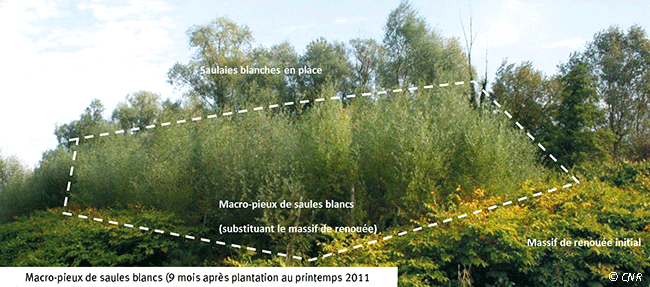
Plantation de bosquets de macropieux de saules blancs sur des massifs de renouées asiatiques testée sur l’île de Malourdie (2010-2011) et située sur l'aménagement de la Compagnie nationale du Rhône de Chautagne.

Basées sur l’utilisation des effets compétitifs des végétaux indigènes, les techniques de génie écologique visent à la fois le contrôle du développement des renouées asiatiques et la restauration d’une communauté végétale diversifiée dans les zones envahies. Ces méthodes alternatives intéressent de plus en plus de gestionnaires. Des boutures de saules ou des plantes d'espèces diverses (noisetiers, argousiers, érables, etc.) sont plantées sur les taches de renouées afin de les affaiblir, associées ou non à un prétraitement (décaissage, fauche, pose de géotextile). Certaines espèces d'herbacées peuvent être utilisées : le choix peut se porter sur des plantes formant des massifs denses ou des plantes grimpantes capables de croître sur les cannes de renouées. De nombreuses expérimentations ont été menées par des gestionnaires, notamment de cours d'eau (syndicats de rivière, commune, ONF…). Les résultats de ces essais sont variés, avec des réussites mais aussi des échecs, sans que les facteurs explicatifs soient clairement compris. Gestionnaires et scientifiques préconisent un recensement des expériences de génie écologique pour le contrôle des renouées à l'échelle de la France via la plateforme de dépôt de retours d'expériences animée par le centre de ressources espèces exotiques envahissantes.

#### Écopâturage ovin et caprin

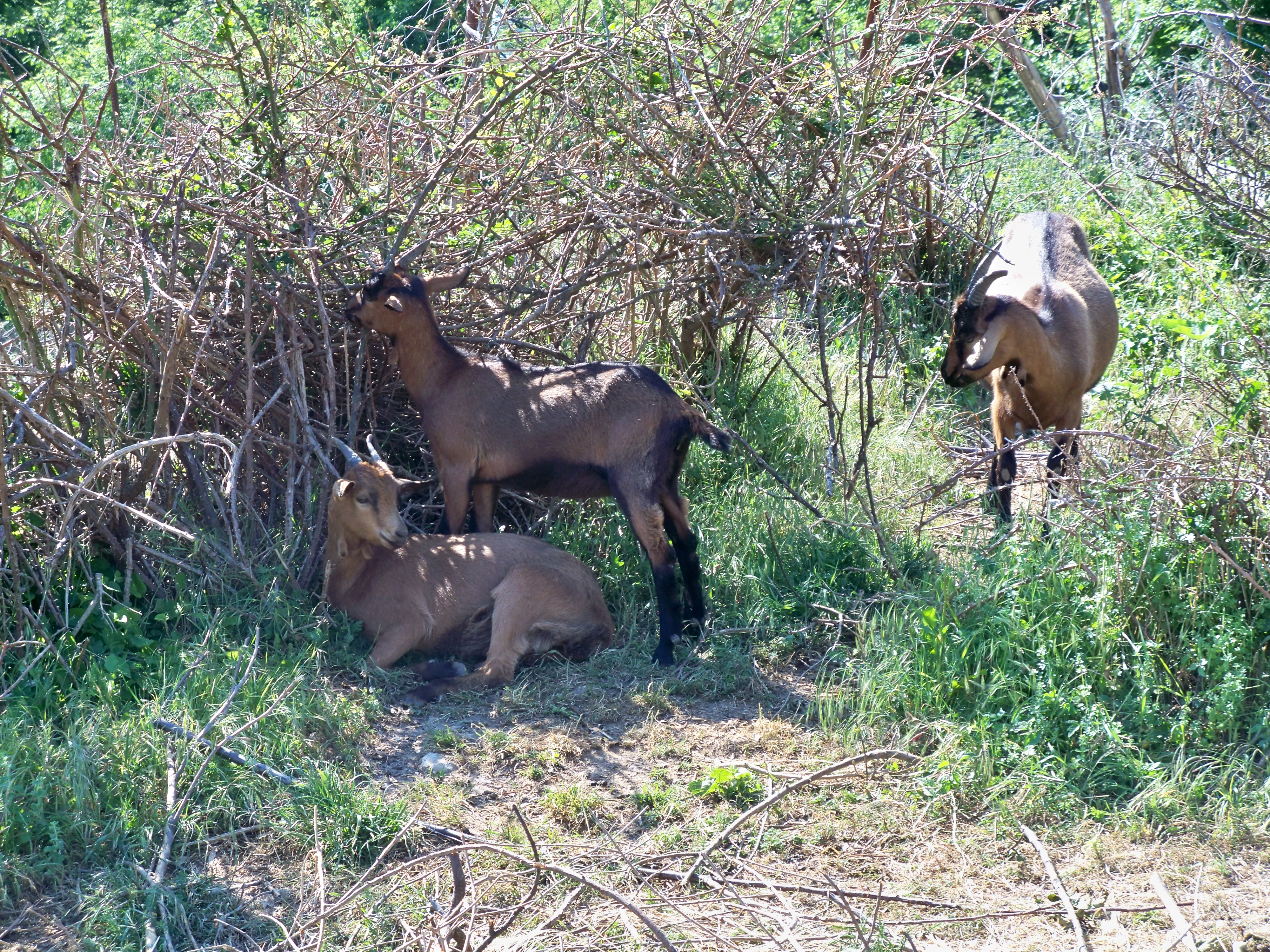
Les chèvres peuvent être utilisées pour éradiquer des plantes exotiques envahissantes.

De 2012 à 2019, chez SNCF Réseau, plus de cinquante initiatives ont permis de mettre en place de l’écopâturage, un moyen innovant pour entretenir la végétation de renouées sur des terrains parfois difficiles d’accès avec des engins. En broutant les tiges de renouées, les chèvres (chèvres de Lorraine, chèvres des fossés,…) et les moutons (mouton d'Ouessant, Solognots…) limitent la repousse des tiges par épuisement des réserves stockées dans les rhizomes. Des expérimentations concluantes ont également été conduites sur une zone humide de Mayenne, classée comme espace naturel sensible. Des collectivités adoptent de plus en plus cette technique dans les zones escarpées et/ou inaccessibles.

### Méthodes chimiques
L'utilisation de produits chimiques est très souvent compliquée (respect de conditions strictes d'application, suivi sur plusieurs années) et parfois impossible en raison de la réglementation. Par exemple, en France, l'application d'herbicides est interdite à moins de 5 mètres des bords de cours d'eau,. De plus la démarche actuelle de réduction d’usages des produits phytosanitaires devrait conduire à un arrêt total (2020) du recours aux herbicides dans tous les sites, y compris en zones éloignées des cours d'eau.

## Utilisations

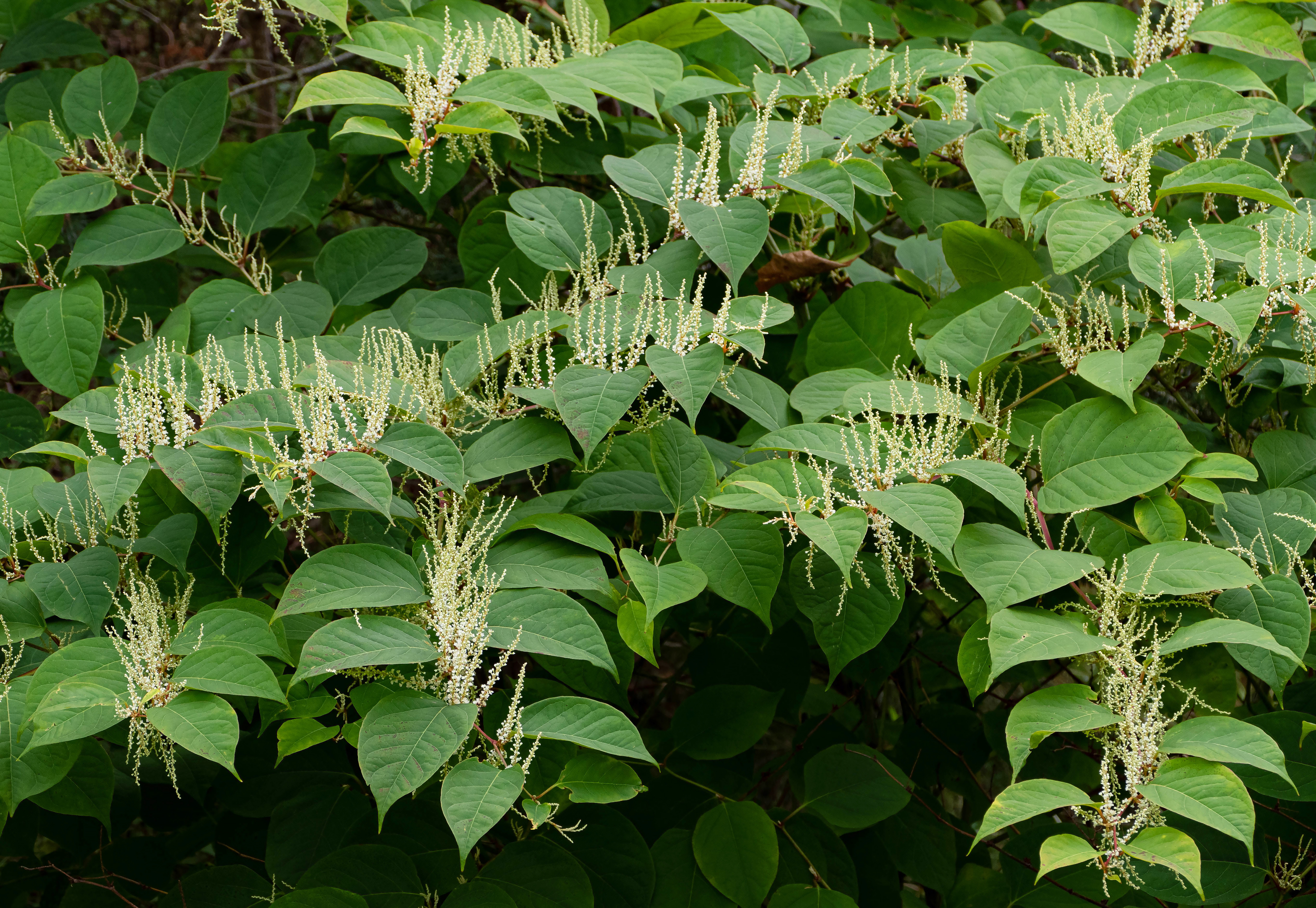
la Renouée du Japon est appréciée pour la beauté de son feuillage et de ses inflorescences parfumées.

### Horticulture
Considérée comme une plante très décorative, elle a longtemps été introduite dans beaucoup de jardins et vendue par des jardineries.

### Compostage

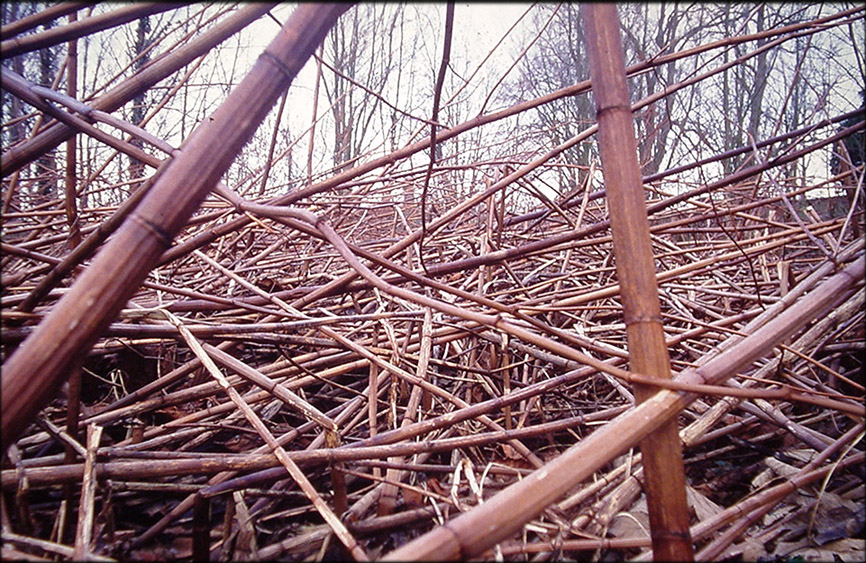
La Renouée du Japon séchée peut servir de biomasse.

En climat tempéré, c'est une plante produisant une grande quantité de biomasse aussi bien racinaire (16 tonnes par hectare) qu'aérienne (13 tonnes par hectare). De nombreuses plateformes de compostage refusent les déchets verts issus des fauches ou des arrachages de renouées en raison des risques élevés de dissémination. Des études menées par le bureau d'étude Aquabio ont permis d'étudier objectivement la survie des renouées du Japon, dans le contexte particulier de la plateforme de Grand Chambéry (durée de production du compost de 8 mois, deux retournements mécaniques et des températures élevées à l'intérieur du tas, de l'ordre de 70 °C le premier mois, puis de plus de 55 °C pendant plusieurs jours consécutifs après chaque retournement, impossibilité de mélanger les produits présentant différents niveaux de maturation…). Les résultats concluants (avec aucun risque de retrouver des diaspores vivantes de renouées dans le produit final) sont cependant à modérer dans d'autres contextes de compostage le plus souvent moins poussés.

### Apiculture

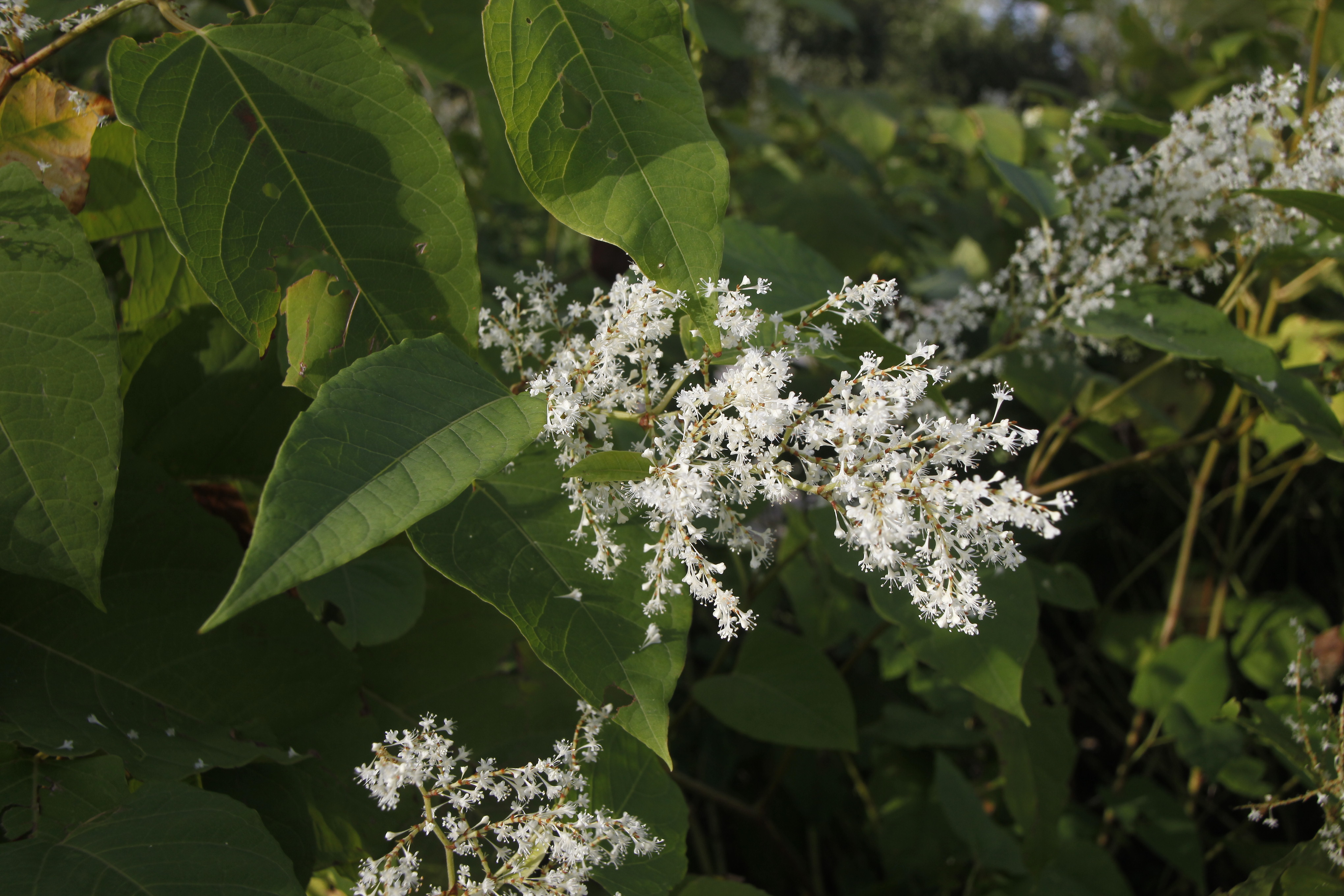
Grâce à l'abondance de ses inflorescences, la Renouée du japon peut être une bonne source de nectar.

En Europe, à l'instar du Lierre, la Renouée du Japon est une plante mellifère intéressante pour les apiculteurs afin de constituer des réserves hivernales car elle fleurit en automne. Les apiculteurs du nord-est des États-Unis en font un miel monofloral, appelé bamboo honey (« miel de bambou »), de couleur brun foncé, corsé comme le miel de sarrasin.
La plante accumulant des métaux lourds dans l'ensemble de ses parties, il est suspecté qu'elle soit à l'origine de la pollution des colonies. Ainsi, le miel et les autres produits apicoles peuvent concentrer les éléments traces métalliques. Différentes études à ce sujet montrent des résultats contradictoires : certaines montrent une pollution au cadmium, ce qui cause une déficience de l'immunité des ouvrières et une difficulté à constituer des corps gras pour survivre à l'hiver. Alors que d'autres montrent une absence de diffusion des métaux lourds dans le miel à travers le pollen et le nectar produit par la plante.

### Utilisations alimentaires

#### Consommation en Europe

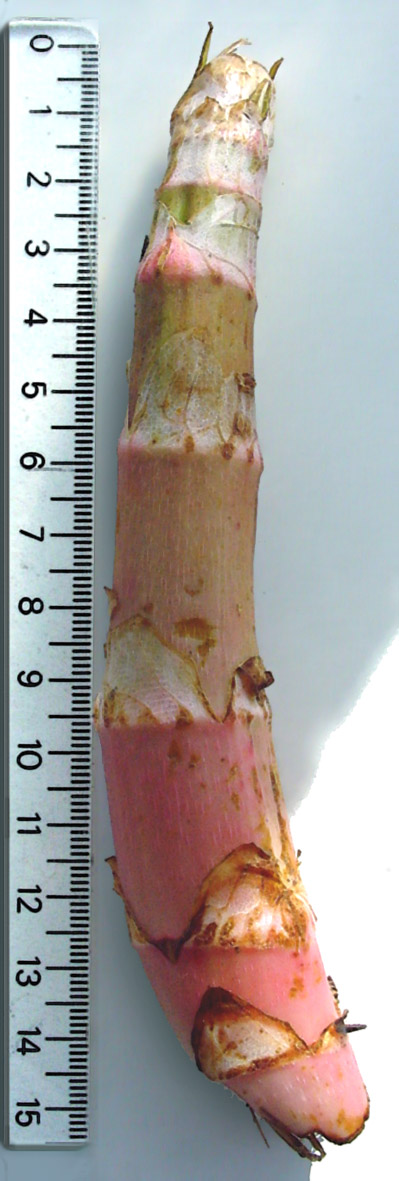
Jeune pousse issue d'un rhizome.

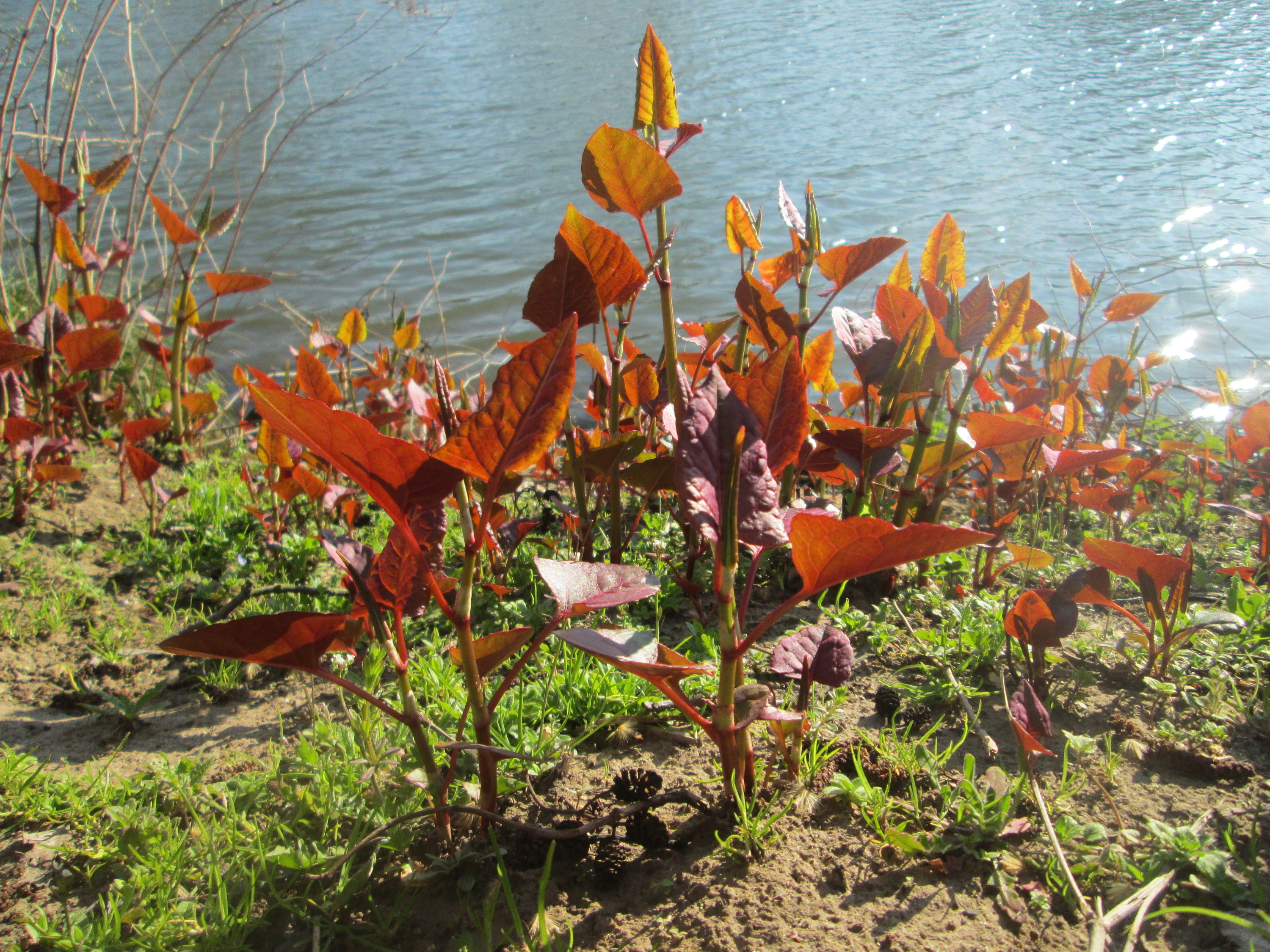
Jeunes pousses de renouée du Japon.

Entre mars et mai, les jeunes pousses peuvent être cueillies (et tant qu'elles sont encore tendres, les jeunes tiges) et brièvement cuites à l'eau.
Cependant, il n'est pas toujours prudent de consommer des renouées récoltées en Europe, car la majorité des massifs s'est développée sur des sols artificiels. La renouée est une plante métallophyte, il est donc également possible qu'un massif soit indicateur de pollution du sol aux métaux. La probabilité que ces sols soient pollués et que la végétation qui se développe dessus soit impropre à la consommation humaine, est donc importante : il faut être « sûr » de la station où s'effectue la cueillette.
En Roumanie, les jeunes feuilles remplacent les feuilles de chou ou de vigne dans la préparation culinaire de sarmale.

#### Utilisations alimentaires et médicinales au Japon

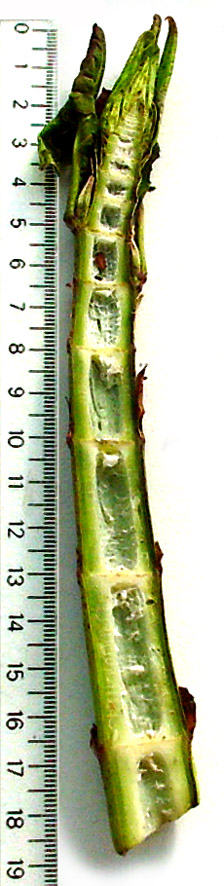
Coupe longitudinale d'une jeune tige.

(Cette section est issue d'une traduction partielle de l'article de Wikipédia en japonais intitulée イタドリ)

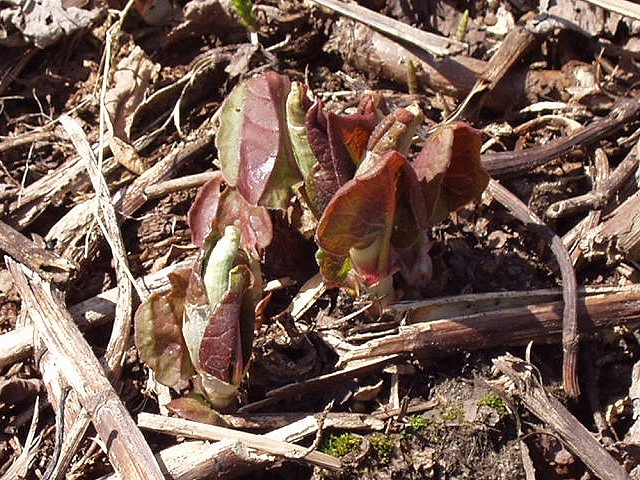
Jeunes pousses de renouée du Japon.

Les jeunes pousses sont consommées crues ou cuites. Au printemps, les jeunes pousses, semblables à celles du bambou, sont cueillies avant que la tige et les feuilles ne se séparent. On enlève l'écorce et on les mange crues. Les enfants les ramassent sur les bords des chemins et les mâchent en marchant. Elles ont un goût acide en raison de la présence d'acides organiques et en particulier d'acide oxalique qui leur donne une certaine âpreté. Leur consommation en trop grande quantité à l'état naturel peut avoir des effets néfastes sur la santé.
Un usage mieux approprié consiste à les faire bouillir puis à les passer à l'eau froide. Elles perdent ainsi leur âpreté mais aussi leur saveur agréablement acidulée.
L'hiver quand les tiges commencent à dépérir, on arrache les rhizomes et on les met à sécher. On les appelle kojôkon (虎杖 racine de canne de tigre). Elles servent dans la pharmacopée traditionnelle pour amollir les selles et diurétique. Les jeunes feuilles malaxées sur des éraflures qui saignent stoppent l'hémorragie (propriété astringente) et calment la douleur. D'où le nom de la plante itadori (痛取 イタドリ ôte-douleur).
Recette avec les pousses (gonpachi des préfectures de Kôchi et de Wakayama) : enlever la « peau » externe des jeunes pousses du printemps, malaxer avec du sel et faire sauter à la poêle. Assaisonner avec du sucre, de la sauce soja, du saké, de l'alcool de riz mirin, de l'huile de sésame. Saupoudrer de bonite séchée râpée et servir.
Recette avec les jeunes feuilles: ébouillanter les jeunes feuilles, les passer sous l'eau froide, puis les laisser mariner une demi-journée dans de la sauce pour les nouilles relevée par quelques épices. C'est alors un légume lisse et d'un goût délicieux.
Pendant la Seconde Guerre mondiale, quand il y a eu pénurie de feuilles de tabac, on a mélangé au tabac des feuilles d'itadori. En Inde et en Asie du Sud-Est, on utilise les feuilles d'itadori surtout comme rouleau à chiquer.

### Usages médicaux

#### Usages médicinaux en Chine
Le rhizome séché et les jeunes feuilles de cette renouée (appelée huzhang chinois : 虎杖 ; pinyin : Hǔzhàng en chinois), sont utilisés comme matière médicale en Chine. Ils sont inscrits à la pharmacopée chinoise (1999). Le rhizome est utilisé comme analgésique, antipyrétique, diurétique, expectorant, dans le traitement de la bronchite chronique, l’hépatite, la diarrhée, le cancer, l’hypertension, l’athérosclérose, la leucorrhée, brûlure et morsure de serpent,,.

#### Extraction de molécules d'intérêt pour l'industrie
Depuis longtemps reconnue pour ses vertus thérapeutiques, la renouée est inscrite dans la pharmacopée de la médecine traditionnelle chinoise. Elle sert aussi de source principale pour l’extraction du resvératrol, un anti-oxydant utilisé pour ses effets sur le ralentissement du vieillissement cellulaire et dont les autres propriétés donnent lieu à des centaines d’études cliniques publiées par an. Or, c’est dans les rhizomes qui sont la cause principale de la prolifération de la plante que la concentration en resvératrol est la plus élevée car ils accumulent de 20 à 50 fois plus de resvératrol que les autres parties. En Savoie (France), l'entreprise Rhizomex Consulting s'est lancée en 2018 dans la collecte des rhizomes issus des chantiers d’arrachage pour en faire une ressource de resvératrol. En préparant les rhizomes, on peut récupérer la molécule par un procédé d’extraction respectueux de l’environnement. Une fois purifié à 95 %, le produit est vendu aux industriels des compléments alimentaires ou des cosmétiques, qui l’intègrent à des gélules ou des crèmes. Les résidus issus de l’extraction, très proches de déchets de bois, peuvent être récupérés et rassemblés pour servir de combustible.
Une étude menée en 2018 par le groupe de travail IBMA (invasion biologique en milieu aquatique) montre que la valorisation socio-économique ne constitue cependant pas une solution miracle. Ainsi, la dépendance économique peut induire des effets pervers comme les introductions involontaires, le maintien de population à gérer à des seuils d'exploitation durable. 25 questions assorties de 50 points de vigilance sont ainsi proposées dans l'étude pour identifier les enjeux et les risques des projets de valorisation commerciale des renouées et autres espèces exotiques envahissantes, avant leur mise en œuvre.

#### Composition chimique
La renouée du Japon est la plante connue pour être la plus riche en resvératrol, une molécule trouvée aussi dans le vin rouge, qui suscite depuis les années 1990 un intérêt de la part des biologistes et des revendeurs de compléments alimentaires. Pour Bae et Pyee (2004), les rhizomes contiennent environ 197 μg/g MS de resvératrol alors que les tiges n’en ont que 9 et qu’aucune trace n’a été détectée dans les feuilles. Une trentaine de constituants ont été isolés dans les rhizomes. Les composés ayant un intérêt pharmacologique peuvent être regroupés dans les cinq classes suivantes : les anthraquinones, les stilbènes, les flavonoïdes, les lignanes et les composés phénoliques.
| Constituants du rhizome de Renouée du Japon |                                                                                   |
| Famille                                     | Composés                                                                          |
| Anthraquinones                              | Émodine (en) et ses glucosides, glucoside d’émodine-8-O-(6′-O-malonyl), physcione |
| Stilbènes                                   | Resvératrol, glucoside de galloyl resvératrol, picéide                            |
| Flavonoïdes                                 | Catéchine et ses dérivés, gallate de dimère procyanidol                           |
| Composés phénoliques                        | Acide gallique, acide benzoïque                                                   |

Les anthraquinones, aux doses thérapeutiques habituelles, sont des laxatifs stimulants. L’émodol a aussi des propriétés œstrogéniques.
Les flavonoïdes comportent quelques puissants antioxydants.
Les stilbènes comportent le resvératrol et ses dérivés, aux propriétés pharmacologiques prometteuses. Le resvératrol est présent à des doses suffisamment importantes pour permettre une extraction par l’industrie pharmaceutique,. La quantité de constituants de la racine « de Polygonum cuspidatum ramassé dans diverses régions de Chine varient considérablement suivant les conditions de culture, le procédé de séchage, les conditions de stockage etc. ». (Zhang et al.). Ces auteurs donnent la fourchette suivante : de 6 à 29 μg/g MS de resvératrol (par chromatographie en phase inverse RP-HPLC). Par une autre méthode (chromatographie sur couche mince HPTLC), Zhao et collaborateurs (2005) trouvent 1 810 μg/g MS.
L’industrie chinoise traiterait au début des années 2010 6 000 tonnes de rhizomes de Reynoutria japonica et proposerait 60 tonnes d’extraits plus ou moins purs sur le marché. De nombreux compléments alimentaires riches en resvératrol sont apparus sur le marché. Ils associent en général aux polyphénols du raisin, des extraits de renouée du Japon, fournissant un resvératrol abondant et meilleur marché.
La plante serait donc une source de revenu importante dans son pays d'origine, mais elle n'y est pas invasive et ne provoque pas de dommages aux milieux naturels comme dans les régions où elle a été introduite.